# Tamal
El tamal (del náhuatl tamalli) es un alimento de origen precolombino, de las culturas mesoamericanas, preparado generalmente a base de masa de maíz o de arroz rellena de carnes, verduras y hortalizas, salsas y de otros ingredientes, los cuales se envuelven en hojas vegetales como de mazorca de maíz o de plátano, bijao, maguey, aguacate, canak, entre otras, e incluso papel de aluminio o plástico, y se cuecen luego en agua o al vapor. Pueden tener un sabor dulce o salado. Hay una gran variedad de sabores: el tradicional de salsa verde o salsa roja; los oaxaqueños de dulce, originalmente solo rosados y ahora con una gran variedad de rellenos y sabores, como guayaba, piña y zarzamora, entre otros.

## Origen
Existen indicios de la existencia de tamales en Mesoamérica en la época prehispánica (entre el 8000 a. C. y 5000 a. C.) Hay evidencia de que las culturas predominantes en toda la región de Mesoamérica que llevaron el maíz a otras culturas y regiones también llevaron consigo platos y formas de cocinar el maíz. Como el tamal es un método sencillo de cocción del maíz, es posible que haya sido llevado desde esta región a América Central y del Sur. Sin embargo, según los arqueólogos Karl Taube, William Saturno y David Stuart, los tamales podrían datar del año 100 a. C.: encontraron referencias pictóricas en el Mural de San Bartolo, en Petén, Guatemala. Aunque los tamales pudieron haberse trasladado de un país a otro, no hay evidencia del sentido de su migración.
En México, fray Bernardino de Sahagún describió los tamales en su Historia general de las cosas de Nueva España a principios del siglo XVI:

«Comían también tamales de muchas maneras; unos de ellos son blancos y a manera de pella, hechos no del todo redondos ni bien cuadrados... Otros tamales comían que son colorados...»
Fray Bernardino de Sahagún

La evidencia arqueológica muestra al tamal como parte de la vida cotidiana de algunas culturas de México en la época prehispánica, además de usarse en rituales religiosos, en ofrendas y tumbas. En la era precolombina, los mexicas comían tamales con estos ingredientes: pavo, flamenco, rana, ajolote, tuza, conejo, pescado, huevos de pavo, miel, frutas, calabaza y frijoles, así como sin relleno. Los tamales mexicas difieren de los tamales modernos porque no contenían grasa añadida.
En el caso de los mayas, hay esculturas y pinturas de los periodos mayas clásico y postclásico temprano. En el Códice de Dresde se mencionan varios tipos de tamales: de iguana, de pavo, de ciervo y de pescado.
Sahagún y otros autores hacen referencia al tamal no solo como comida de la gente común, sino de los nobles y sacerdotes en ceremonias especiales de ayuno.
No resulta sencillo saber quiénes fueron pioneros en la preparación de los tamales, debido a su gran variedad y desarrollo en diferentes culturas. Por dicho motivo, pueden encontrarse comentarios por ejemplo del historiador Humberto Rodríguez Pastor, quien menciona que:

«La palabra 'tamal' se ha utilizado en exceso, tanto en lo muy parecido como hasta en lo que no corresponde».

En lo que respecta a las humitas, Rodríguez Pastor menciona que permitieron "la aparición del tamal peruano". Asimismo, menciona que la base principal de la humita vendría ser el "maíz fresco o choclo" y además, que se tiene conocimiento sobre su elaboración previa llegada de los españoles. El maíz para el consumo era muy importante en la época; su cultivo se desarrolló desde la época preincaica. Rodríguez afirma que los procesos de elaboración del tamal, si se compara con su hermano prehispánico, tienen su similar más cercano en la humita. Cabe recalcar que durante el tahuantinsuyo, la humita se conocía en Perú, Colombia, Chile, Venezuela, Argentina, Bolivia y en otros países de Centroamérica.
Por otro lado, es importante mencionar también a los españoles, debido a que fueron innovadores y difusores, al añadir elementos del consumo habitual del Viejo Continente (por ejemplo, manteca y carne de cerdo). Humberto Rodríguez afirma que los españoles fueron los difusores del tamal en las zonas a las que llegaban (América Central, el Caribe, el tahuantinsuyo).

## Etimología
La voz «tamal», que proviene del náhuatl tamalli, y significa envuelto, es la más extendida, pero la denominación puede cambiar en los distintos países donde se consume.

### Denominaciones regionales
- Se usa el nombre «tamal» en Argentina,[24] Colombia, Costa Rica, El Salvador, Cuba, Estados Unidos, Guatemala, Honduras, México, Nicaragua,   Panamá y Perú
- En Belice se les llama bollo.
- En Bolivia y Perú se le llama «tamal» (si es preparado con maíz) o «humita» (si es preparado con choclo o maíz tierno).
- En Brasil se llaman pamonhas (pamoñas), del tupí pamuña, pegajoso. Pueden ser dulces, las más comunes, hechas de masa de choclo con leche y azúcar, envueltas en hojas de maíz, sin relleno, o saladas, con la misma masa sin azúcar y rellenas de queso o carne.
- En Chile y Argentina hay una preparación similar denominada humita.[25]
- En el interior de Colombia se les llama «tamales»; en la región Caribe se les conoce como pastel de masa, pastel de maíz y pastel de Navidad; en Santander se les denomina también «tamales» y en el departamento de norte de Santander molidos o hayacos.
- En Ecuador se les llama «tamal» a los que están envueltos en hoja de plátano, bijao o achira y humitas si están envueltas en hojas de maíz. En la provincia de Manabí se les llama hayaca cuando están envueltos en hojas de plátano.
- En Honduras se le llaman «tamales» como genérico, haciendo honor a la raíz nahuatl de la palabra.
- En México se usan distintos nombres para el «tamal» o y sus variantes regionales como zacahuil, corundas, tzotobilchay, pata de burro, «nacatamales», chak chak wah, buulil wa, kehil uah, chanchamitos, uchepos, canarios, juacané, xocotamales, pibipollos, uritami, charikiundas, vaporcitos, pictes, pulacles, maneas, chamitles, xocos, etc.
- En Nicaragua se le conoce como «tamal» y «nacatamal» si lleva carne, también existe una variedad hecha con maíz tierno llamada yoltamal que es dulce. El «tamal» pizque es simple y suele ir acompañando las comidas como bastimento.
- En Puerto Rico se les llama «guanime» a cierto tipo de tamal dulce, hecho con harina de maíz, leche de coco y azúcar, envuelto en hoja de plátano.
- En República Dominicana se les llama pasteles en hoja a un platillo similar al tamal, pero envuelto en hojas de plátano.
- En la mayor parte de Venezuela, Colombia (Región Caribe), Ecuador (provincia de Manabí) y Cuba (región oriental) se usa la denominación «hallaca» (o «hayaca»). La etimología de la voz hallaca es incierta. Marco Augusto Morínigo en su Diccionario de americanismos (1985) la relaciona con el ayacá de las lenguas tupí-guaraní, que significa bulto, lío y últimamente cesta en guaraní suroccidental.[26] En su Lexicón o Vocabulario de la lengua general española del Perú (1560), Domingo de Santo Tomás establece que hallaca es de origen quechua y la define como pollo tierno «de ave generalmente, antes que tenga pluma».[26]

## Variedades regionales
La preparación, masa, relleno, envoltura y forma del tamal varía dependiendo de los distintos países y regiones de América Latina.
En Guatemala, El Salvador, Honduras y Nicaragua se preparan usualmente con masa de maíz, manteca de cerdo, caldo y algún relleno que puede ser salado (carne, guiso) o dulce (frutos), todo envuelto en hojas (habitualmente las mismas hojas de la mazorca del maíz o de platanero). La cocción es al vapor o en un horno. En Panamá, el tamal se prepara con masa de maíz, caldo y pasas, y se suele rellenar de carne de cerdo o gallina y envuelto en hojas de bijao.[cita requerida]
En Colombia, los tamales son de varios tipos, y el más famoso es el tamal tolimense, que contiene carnes de pollo y cerdo, así como chicharrón y huevo cocido en masa de maíz pero también lleva arroz, zanahoria y alverja, y son envueltos de forma redonda en hoja de plátano. Este emblemático manjar se consigue en Bogotá en muchas panaderías. Existen otros tamales de importancia en Colombia, como por ejemplo el tamal santandereano, más pequeño y muy sabroso, y envuelto de forma parelelipídica, el tamal costeño o pastel, más grande de todos, con abundante arroz. Los condimentos más comúnmente usados son la pimienta negra y el achiote, así como cebolla y las arvejas amarillas.  A los tamales preparados con maíz pero sin relleno se les llama, envueltos, y a la masa de arroz dulce envuelta en las hojas de la mazorca (elote) se le denomina insulso, ya que su sabor es insípido o muy leve, en comparación con su par de maíz, por la poca o nula cantidad de condimentos usados en su preparación.También existen, en la región Caribe, los llamados bollos, como el bollo limpio o el bollo Angelito, que son envueltos de masa de maíz en hojas de mazorcas pero sin ningún otro ingrediente excepto sal para los salados y panela o azúcar y anís para los dulces.   
En los otros países de la región andina, como Bolivia, Chile, Ecuador y Perú, se le denomina mayoritariamente tamal al plato elaborado con masa de maíz cocida que lleva como relleno carne de cerdo o pollo acompañado de cebolla, guisantes, huevo cocido, pasas y otros ingredientes que varían según la región o la tradición familiar, diferenciándose por la hoja en la que van envueltos: humitas, los envueltos en hojas de mazorca, y tamales, los envueltos en hojas de plátano.

## México

### En la antigüedad

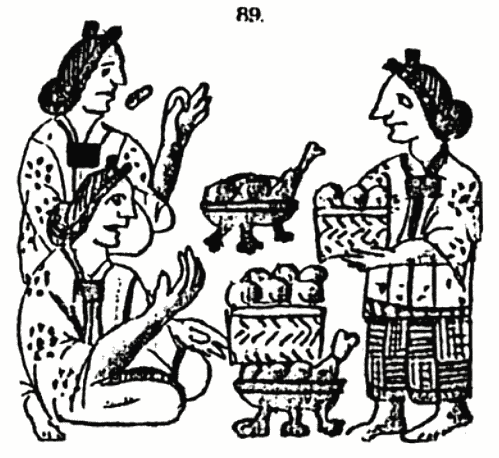
Tamales servidos para honrar el nacimiento de un niño, en el Códice Florentino.

Los tamales tenían una gran importancia cultural, además de gastronómica, en la época de los mexicas. Fray Bernardino de Sahagún describe algunas variedades de tamales en su Historia general de las cosas de Nueva España en el siglo XVI. Él y otros autores hacen referencia al tamal no solo como comida de la gente común, sino de los nobles y de los sacerdotes en ceremonias especiales de ayuno. Sin embargo, como el tamal es una comida que requería en esa época una cantidad significativa de trabajo para su elaboración, es probable que solo los nobles y sacerdotes lo consumieran regularmente y la gente común solo en festividades.
La evidencia arqueológica muestra el tamal como parte de la vida cotidiana de algunas culturas de México en la época prehispánica, como los olmecas, los mexicas y los mayas, además de usarse en rituales religiosos, en ofrendas y tumbas. En algunas ceremonias, los tamales especiales eran entregados por los sacerdotes como agradecimiento a las ofrendas de los participantes.
Uno de los rituales más significativos para los mexicas era la fiesta del Atamalcualiztli (ingesta de los tamales de agua). En esta festividad, que duraba siete días, se realizaba una especie de ayuno, en donde únicamente se comían tamales simples de masa, cocinados al vapor, sin chile ni sal u otras especias o aderezos. Este festival se realizaba cada ocho años, por considerarse ésta la vida ritual del maíz, durante la cual había sido desollado con sal y cal, trabajado y aderezado con chile. Durante el ritual se libraba al maíz, al menos por esos días, de esa tortura.
En la festividad de Izcalli, al final del año, las mujeres distribuían tamales a sus vecinos y familiares desde el amanecer. Las familias se reunían además a consumir tamales en esta festividad. En esta misma festividad se realizaba el ritual del Huauhquiltamalcualiztli, donde se preparaban tamales especiales de amaranto llamados huauhquiltamalli o chalchiuhtamallli. Algunos de estos tamales se ofrecían al dios del fuego y a los difuntos, y otros se consumían calientes, con caldo de camarones o acociles. Los jóvenes ofrecían al dios del fuego animales que ellos mismos cazaban, y los sacerdotes les entregaban a cambio tamales calientes cocidos, simbólicamente transformados por el fuego.
En los rituales religiosos, se consideraba a los tamales como el equivalente simbólico de la carne humana, y la olla donde se preparaban (comitl), simbolizaba el vientre materno.
También se usaban los tamales en los rituales de matrimonio, en donde, después del amarrado de túnicas, la futura suegra le ofrecía a la novia cuatro bocados de tamales, y luego la novia le daba de comer a su novio. Después del parto, también se hacían ofrendas de tamales.
Además, los tamales secos al sol eran parte de los alimentos suministrados a los guerreros en campaña contra otros reinos o ciudades.

### En la actualidad

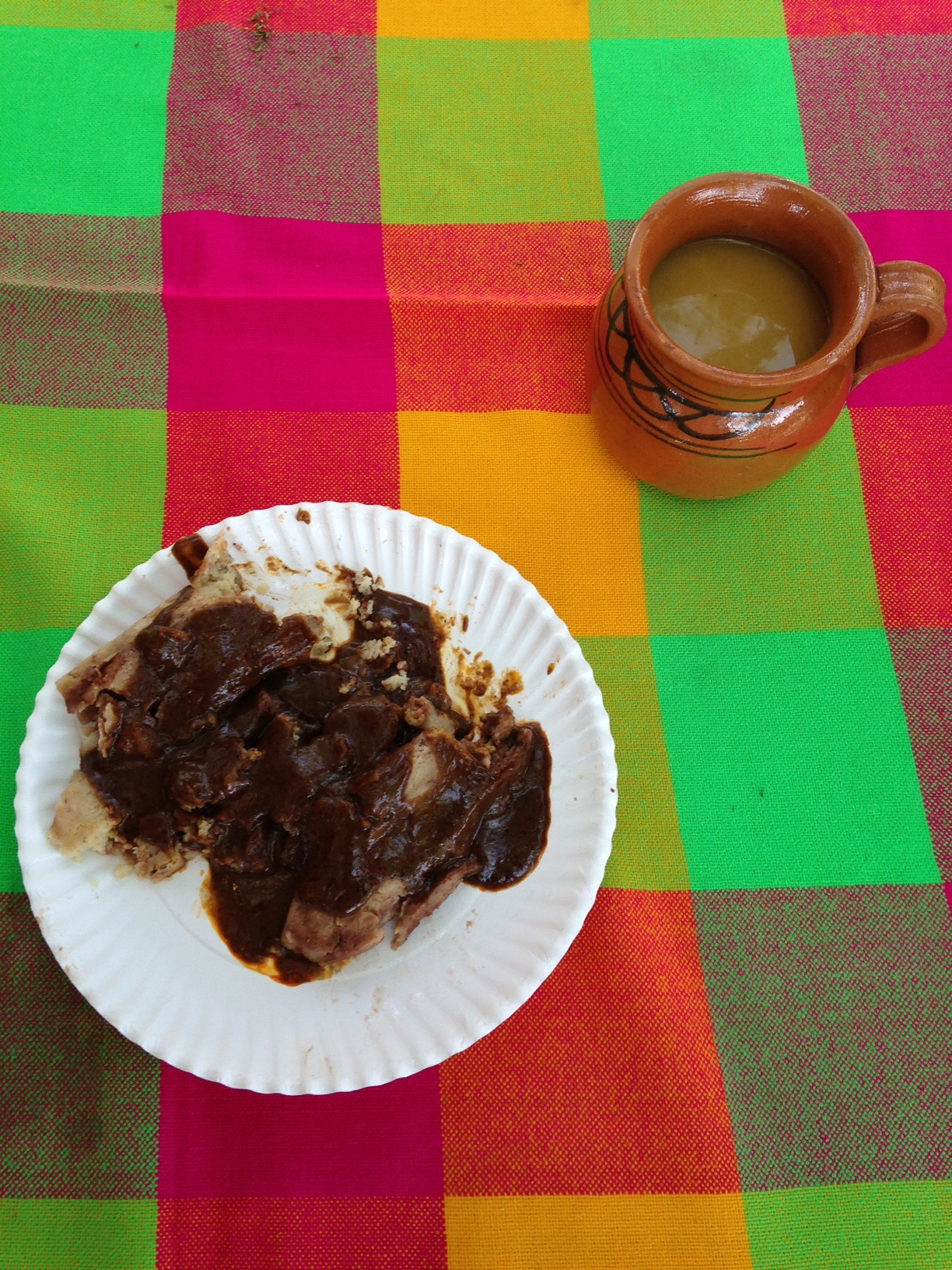
Tamal de frijol refrito bañado en mole junto a un jarrito de atole durante la 2.ª feria internacional del tamal en Coyoacán.

Los tamales son parte importante de la dieta de los mexicanos, y populares en las fiestas y celebraciones. Su consumo es tradicional en las fiestas de los bautizos, bodas, en las posadas y otras fiestas navideñas. En algunos casos y regiones se les considera como uno de los platillos típicos para la cena de Navidad.
También en México se usan como ofrendas en las fiestas del Día de muertos celebradas el 1 y 2 de noviembre; y en las del Día de la Candelaria, celebrada el 2 de febrero. El día de la candelaria termina el periodo de Navidad del año litúrgico católico y se celebra en la parte secular con el consumo de tamales y atole. La tradición dicta que la persona que encontró un pequeño muñeco representando al Niño Dios dentro de la Rosca de Reyes (partida el 5 o 6 de enero), debe invitar los tamales el 2 de febrero a los comensales presentes.
Todos los años en la Ciudad de México se festeja la Feria del Tamal, en los primeros días de noviembre, coincidiendo con la celebración del Día de muertos. En la semana previa al 2 de febrero, se celebra la Feria del Tamal, en conmemoración del día de la Candelaria.
Fray Bernardino de Sahagún narraba cierta superstición de los indígenas: 

«Otra abusión tenían cuando se cuecen los tamales en la olla. Algunos se pegan a la olla, como la carne cuando se cuece y se pega a la olla. Decían que el que comía aquel tamal pegado, si era hombre, nunca bien tiraría en la guerra las flechas, y su mujer nunca pariría bien. Y si era mujer, que nunca bien pariría, que se la pegaría el niño dentro».
Fray Bernardino de Sahagún

El tamal tiene su lugar en los dichos populares de México, y entre tales frases una que todavía se utiliza en el presente es la de «El que nació para tamal, del cielo le caen las hojas», y se refiere a que uno no puede escapar de su destino, o que la providencia favorece a quien está realizando su misión de vida humana.

### Variedades

Los tamales de frijol (Etamalli, en náhuatl), herencia indígena que se disfruta hasta nuestros días.

Los tamales en México se pueden clasificar principalmente de cuatro maneras: Por su envoltura, por su tamaño, por sus ingredientes y por su relleno.
1. Por su envoltura: Es más común envolver los tamales en hoja de plátano para la cocción en el sur y sureste del país (por ejemplo, en los estados de Oaxaca, Guerrero, Yucatán, Chiapas, Veracruz y Tabasco), mientras que en el resto del país es más común envolverlos en hoja de maíz. En las ciudades, debido a lo escaso de las «envolturas naturales» también se utiliza para envolverlos el papel semi-encerado de cocina. El zacahuil no se envuelve en tamales individuales, sino que se prepara en una tina de metal y la masa se envuelve junta en hojas de plátano.
2. Por su tamaño: Casi todos los tamales tienen el mismo tamaño, que depende del tamaño de la hoja de maíz. Sin embargo, las corundas son más pequeñas y el zacahuil mucho más grande que un tamal normal.
3. Por sus ingredientes: Existen más de 500 variedades de tamal[38] en México. La diferencia más clara existe entre los tamales dulces y los salados, pero existe una gran diferencia en los ingredientes de los tamales, como por ejemplo los chiles que se usan, las carnes, las frutas o verduras del interior del tamal.
4. Por su relleno: Algunos tamales solo llevan masa aderezada con sal, azúcar, chile, especias o salsa, mientras que otros llevan un relleno amplio y rico de carne, verduras, frutas, etc., en donde la masa solo va alrededor de este relleno. Incluso algunos tamales no llevan masa de ningún tipo, solo el relleno envuelto en la hoja de maíz, pero también se consideran tamales.

- Tamales de Michoacán

Las corundas son originarias del estado de Michoacán, pero conocidas por todo el occidente de México, como los estados de Jalisco y Colima. La palabra k'urhunda proviene del idioma purépecha, típico de los indígenas de la región, y se traduce en castellano como «tamal». Las corundas son sencillas, se hacen con verduras, queso y tequesquite revueltos con la masa, y se envuelven en la hoja de la planta del maíz, dándole una forma triangular cónica o piramidal. Además son generalmente más pequeñas que los tamales típicos del resto del país. El maíz usado para la masa muchas veces ha sido hervido en cenizas en lugar de cal. Se acostumbra servirse con crema y salsa verde o roja. Es el componente principal de la sopa de corundas y acompañamiento de otro platillo típico, el churipo. Cabe mencionar una variante de las corundas: Las charikurindas, cuyo ingrediente principal es el frijol en lugar del maíz, pero igual en los demás sentidos.
Además de las corundas, en Michoacán se acostumbra hacer tamales rellenos de carne y chile, similares a los tamales típicos del resto del país, aunque los michoacanos les llaman nacatamales.
El uchepo es otro tamal típico del estado, generalmente hecho con maíz tierno, se sirve generalmente con crema, salsa verde o roja, con queso fresco o queso adobera.
Otro tamal común y propio de la meseta purépecha son los tamales de tzitún o zarzamora silvestre, también están envueltos con hoja de maíz y su presentación es gelatinosa y color propio de la zarza. Este tamal es dulce y se come frío.
- Tamales chiapanecos: en Chiapas también hay regiones indígenas donde se hacen tamales con hojas de plátano, al estilo de los indígenas mayas en las fiestas navideñas y el año nuevo. Al norte, sur y el este del estado es donde se encuentran los tamales típicos.[39]
- Tamales de chipilín o chepil: estos tamales son de la región Olmeca y nahua de México, es decir, Tabasco y norte de Chiapas. Consisten en una masa martajada revuelta con hoja de un arbusto llamado chipilín (chepil), de sabor sui géneris, pues va acompañada de hebras de carne de cerdo o de pollo envueltas en hoja de maíz o plátano. Se acompañan con salsa roja picante o salsa únicamente de tomate. Tamales fritos en la CDMX

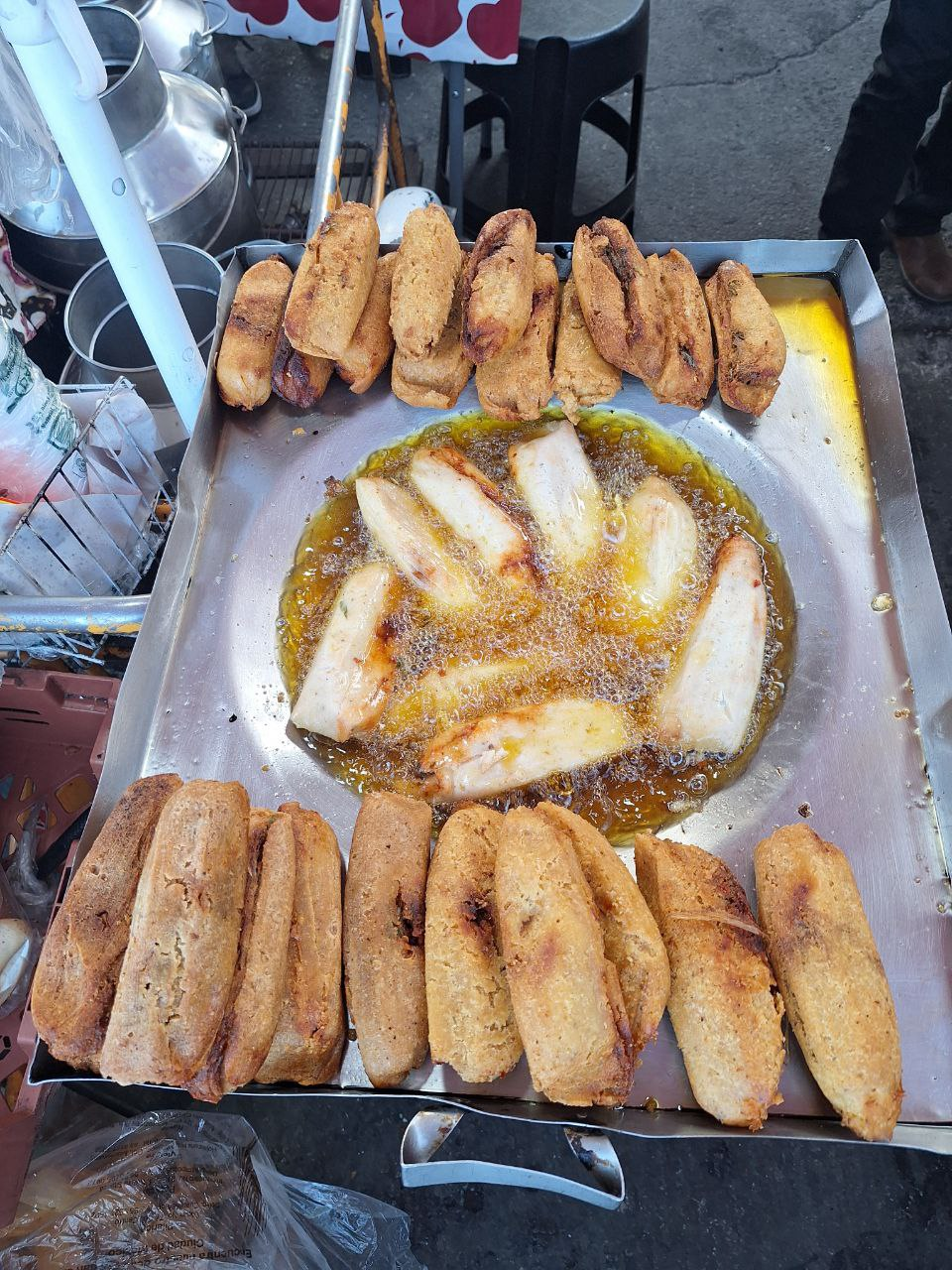
Tamales fritos en la CDMX

- Tamales de la Ciudad de México: los tamales típicos en la Ciudad de México son de masa de maíz y envueltos en hoja de maíz, aunque también los hay en hoja de plátano. Pueden llevar salsa verde o roja, carne de puerco o pollo, rellenos de queso, rajas y salsa, o dulces. Se pueden encontrar en puestos ambulantes, en restaurantes de comida mexicana, o distribuidos en una olla vaporera sobre un triciclo impulsado por pedales. Se acompañan de forma típica con atole, champurrado[40][41] o algún refresco. Casi siempre se consumen para el desayuno o la cena.

En esta ciudad los tamales también se consumen dentro de un pan de harina de trigo (del tipo bolillo o telera). Esta combinación es conocida como «guajolota» (o torta de tamal), y es práctica para consumirse mientras se camina o en algún medio de transporte.
La demanda de los tamales ha provocado el nacimiento de empresas dedicadas a su producción y venta, como las marcas Flor de Lis, Emporio y Tamalli, de estilo del centro del país, o los marca Chata, del estado de Sinaloa.
- Tamales dulces y de elote: los tamales dulces, están hechos con masa de maíz endulzada y rellenos de miel, mermelada de guayaba, fresa, piña, membrillo u otra fruta, y pueden tener pasas, nueces y cacahuates. Están envueltos en hoja de maíz y generalmente son de color rosa mexicano, parecido al magenta, aunque en raras ocasiones se pintan de color amarillo, verde limón o morado con anilina, un colorante vegetal disponible en varios colores. Esta coloración sirve para distinguirlos de los tamales salados, para hacerlos más atractivos para los niños, y para darles una seña de identidad mexicana. Aunque casi siempre están disponibles, se acostumbran más en los cumpleaños de los niños. Los tamales de elote, mejor conocidos como uchepos o pictes en Chiapas también son de sabor dulce, y están rellenos únicamente de masa de maíz tierno, envueltos con hojas verdes de elote. A veces contienen algunos granos de elote.
- Tamales del norte: los tamales norteños son más delgados que los del resto del país, aproximadamente del tamaño de un dedo de persona adulta. Por este motivo, se les conoce como «tamales de dedo».[42] También se elaboran con masa de maíz en hoja de mazorca de la misma planta con guisado de carne. La masa se hace al moler granos de maíz cocidos con cal (nixtamal). Luego se condimenta y se unta en hojas húmedas de maíz, se agrega el relleno de carne, por lo común de puerco aunque también puede ser res o pollo, frijoles cocidos y queso, o guisado de vegetales; se enrolla la hoja y se cuece.
- Tamales en Guadalajara: originarios de Guadalajara, Jalisco, son esponjosos de masa y hoja de maíz, por lo general hay rojos de mole y verdes pero también los puede encontrar de costilla, chicharrón, pollo con verduras, rajas con requesón y champiñones, acelgas con queso, flor de calabaza con elote, de dulce son de fresa, piña, cajeta, nuez, atole de arroz, champurrado, fresa, guayaba, etc. En la localidad de Tlaquepaque, los más típicos son los llamados «tamales tapatíos».
- Tamales yucatecos

La gastronomía de Yucatán incluye una amplia variedad de tamales, casi todos envueltos en hoja de plátano. Se rellenan con la masa de maíz y carne de cerdo molida, pollo o bien cochinita pibil. La cochinita pibil es un guiso hecho de carne magra deshebrada de cerdo en un caldillo de achiote, jugo de naranja agria y otras especias. Entre los diferentes tamales yucatecos están los vaporcitos, pequeños y cocinados al vapor, rellenos de carne molida o pollo, también los hay rellenos de espelón; los horneados, de tamaño más grande y consistencia dura, rellenos de carne deshebrada de cerdo o pollo; los colados, cuya masa se hace pasar por un colador para que su consistencia sea suave, rellenos de pollo deshebrado y se sirven con salsa de tomate encima. También hay tamales para ocasiones especiales como el «brazo de reina», relleno de chaya, pepita (semilla de calabaza) y huevo duro, que se acostumbra comer durante la vigilia de Cuaresma previa a la Pascua. Otro es el pibipollo, pib o mucbi-pollo, que se acostumbra comer en noviembre para el día de muertos; es un tamal horneado más grande y se va cortando en trozos que se reparten a todos, como si fuera un pastel, acompañados de salsa de tomate roja y chile de árbol. Hay pueblos yucatecos donde se preparan los chanchamitos, típicos también en el estado de Tabasco. Son pequeños y van envueltos en hoja de maíz, con masa preparada con achiote y rellena con cuadritos de carne de cerdo o pollo.
- Tamales oaxaqueños

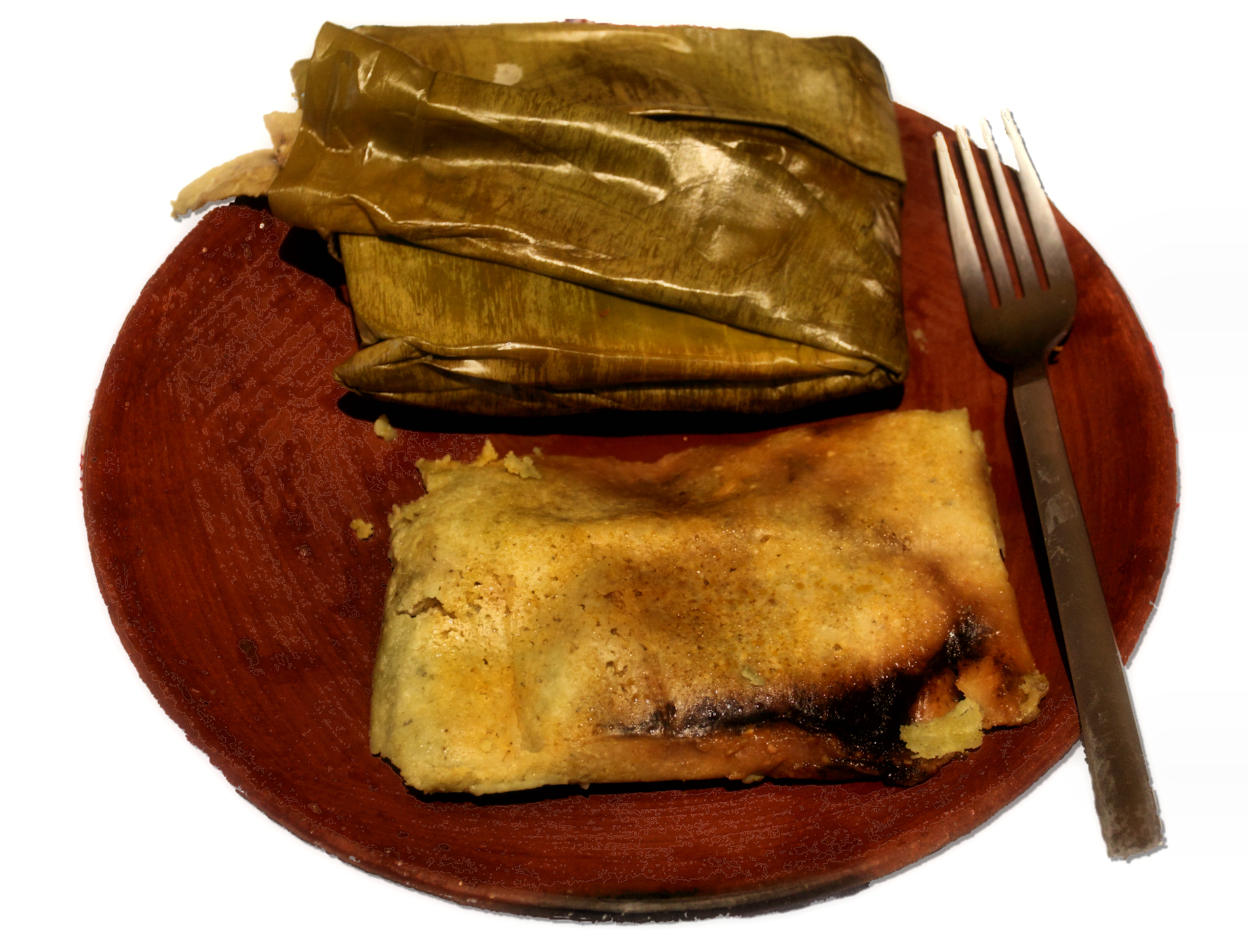
Tamales oaxaqueños con pollo y mole negro.

Propios del estado de Oaxaca y tradicionalmente elaborados con masa de maíz que se mezcla con aceite, manteca o mantequilla y sal. Los tamales son envueltos en hoja de plátano, existen también envueltos con hoja de maíz aunque son menos comunes. El relleno del tamal es generalmente de cerdo o de pollo con mole negro o verde, pueden ser también de carne de iguana. Aunque también existen de diversos sabores, desde el clásico amarillo, verde, rajas, dulce, frijol. También pueden ir rellenos de mole amarillo y chipilín o más conocido en esta región como chepil. Muchas veces son servidos en un plato hondo, cubiertos con frijoles refritos aguados y crema. Así mismo, existe la típica tradición de servirse en plato extendido y sin ningún otro ingrediente adicional.
- Tamales sinaloenses: además de los típicos tamales sinaloenses, hechos con chile colorado, en el estado de Sinaloa se cocinan otros tamales típicos, como los «tamales tontos», hechos únicamente de masa, sin carne u otro relleno; y los «tamales barbones», típicos de la ciudad costera de Escuinapa, al sur del estado, hechos de camarón y en donde la cabeza y las barbas del camarón sobresalen del tamal. Los tamales de Brasil, son una receta prehispánica de los indígenas totorames, en donde se cuecen en agua a la leña para que dé un color rojo a las hojas y la masa, y puede contener carne o solo masa. Los tamales de tortilla se hacen con tortillas viejas endurecidas que se ponen a remojar con un poco de canela y pasas. Otros tipos de tamales típicos son los tamales tatoyos, hechos de frijol, y los tamales de camarón seco. También los tamales nixcocos o colorados, cocinados con una rajita de palo de Brasil, que en ocasiones se rellena de colache de calabacitas o quelites, y en ocasiones se cuecen con cenizas.
- Tamales sonorenses: son delgados y de mediano tamaño. La masa se muele en el nixtamal, luego se condimenta y se rellena. Los principales rellenos de estos tamales son: elote (maíz) con crema queso y rajas de chile verde, carne de res con chile colorado, verduras, puerco y salsa verde, pescado, camarón, pollo, frijol con piloncillo.[46]
- Tamales tabasqueños

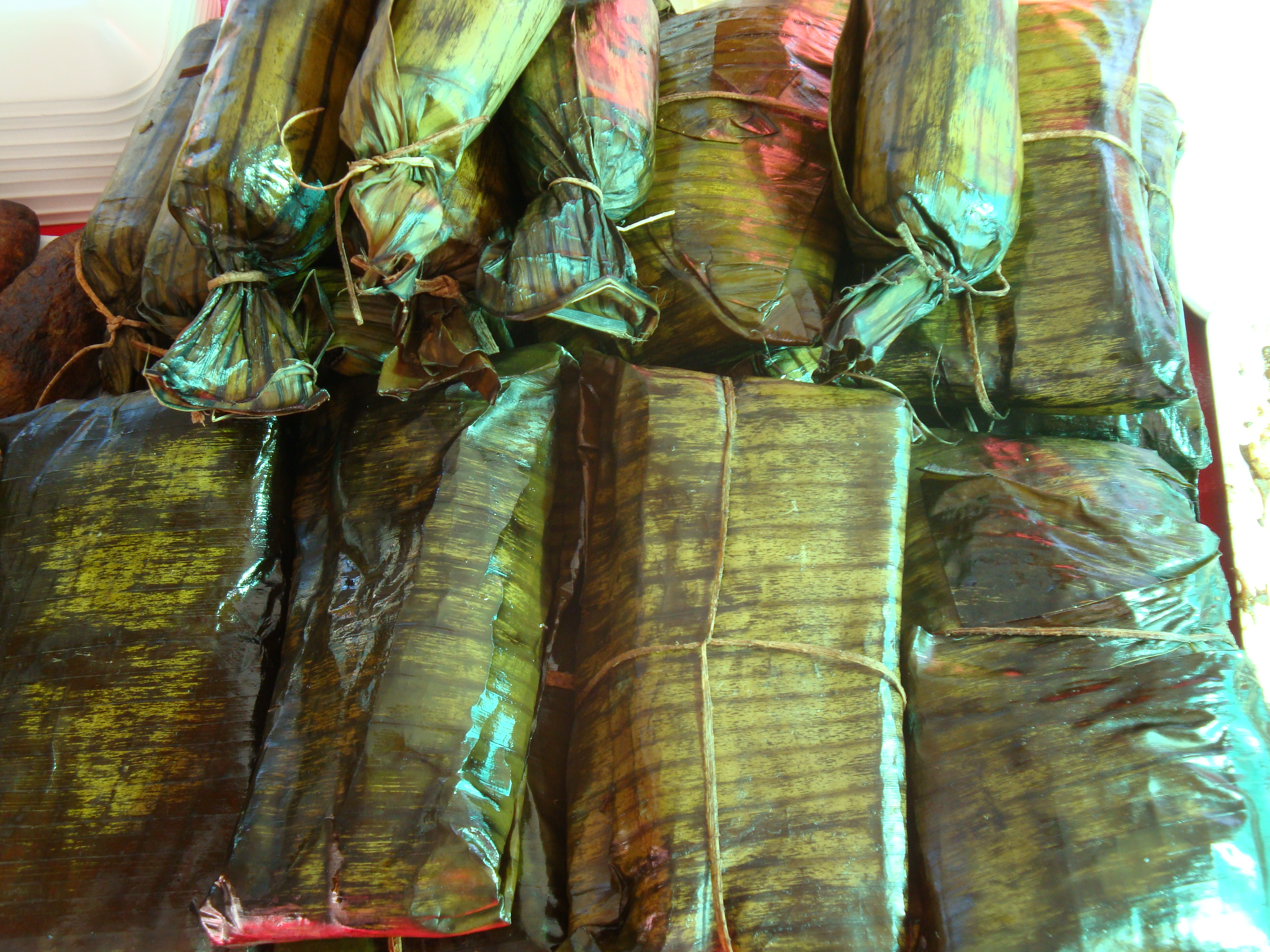
Tradicionales tamales tabasqueños, envueltos en hoja de plátano.

Los tradicionales tamales tabasqueños se distinguen por su gran tamaño. En la gastronomía de Tabasco, existe una amplia variedad de tamales, de diversas formas e ingredientes, destacando los de masa colada, los llamados de caminito que son de masa colada y a todo lo largo del tamal, se coloca el relleno, que puede ser de pollo o cerdo, formando la carne guisada un caminito; están también los chanchamitos, que son tamales pequeños de forma circular, rellenos de pollo o cerdo; o los llamados maneas que son elaborados de masa, con cilantro, perejíl, tomate, cebolla, con carne de puerco, o pollo deshebrada; los de chipilín, que es una hoja que se revuelve con la masa y están rellenos de pollo deshebrado. Existen otras variedades como los de frijol con puerco, frijol con chaya, de pejelagarto, y de pescado entre otros. Todos los tamales tabasqueños se envuelven con hoja de plátano.
- Zacahuil

Probablemente este es el tamal de mayor tamaño y volumen. Conocido también como «tamal de fiesta», es propio de la región Huasteca, que abarca las zonas montañosas y costeras de los estados mexicanos de San Luis Potosí, Tamaulipas, Veracruz, Hidalgo y Querétaro, por los que atraviesa la Sierra Madre Oriental. Este tamal, que se prepara en una tina de metal (batea, o tina en forma de canoa), puede llegar a medir tres metros y pesar hasta 50 kilos. Por su tamaño, se cuece en un horno horizontal de tierra (barro) calentado con brasas de leña. La masa, que es de maíz martajado, es decir maíz ligeramente molido, deben de quedar trozos sin moler (a diferencia de la mayoría de tamales en que el maíz se muele más), se pinta de un ligero color rojo con un polvo de chile seco. Regularmente se rellena de carne de puerco o pollo, poniéndolo a cocer con trozos de hueso para que suelte el jugo de estos, aunque esto puede variar a solicitud de los clientes. Es común encontrarlo en las plazas de los pueblos desde temprano, los días sábados y domingos. Es un platillo que se sirve en porciones abundantes en un plato hondo, sobre una hoja asada de plátano, y se come con cuchara. Puede ser de manera caldosa o u poco más seco, Se acompaña con chiles jalapeños, filetes de cebolla y rebanadas de zanahorias, todo esto encurtido en agua con vinagre y especias. Como se trata de un platillo que regularmente se toma como desayuno, es común acompañarlo con café de olla, que es un café negro endulzado con piloncillo y canela.

## Guatemala
En la época clásica de los mayas, para el solsticio de invierno, el 21 de diciembre, los grandes señores mayas se deleitaban con un bollo de masa cocida, la que mezclaban con carne de pavo, tepezcuintle o venado, posteriormente a la masa se le añadieron elementos gastronómicos especias, chile pimiento, entre otros.
Conforme el paso de los años, esa comida se integró a las tradiciones de los guatemaltecos. Además, la tradición en Nochebuena es que las familias reparten tamales negros, colorados o dulces a familiares y amigos, en señal de agradecimiento. Lo acompañan con chocolate, pan de yemas y ponche, después de que juntos participan en la Misa de Gallo, a las 12 de la noche.
Es costumbre en Guatemala degustar un platillo a la medianoche del 24 y del 31 de diciembre. También los guatemaltecos usan los tamales para celebraciones de días festivos, cumpleaños y bautizos, por lo que el tamal es considerado un platillo importante en la cultura de Guatemala.
El tamal es tan famoso en Guatemala que existe hasta su versión dulce, el cual utiliza la misma masa de maíz, pero se condimenta con un recado dulce hecho a base de chocolate, almendra, ciruela, semillas y chiles. El tamal es un platillo tan usual que ya es costumbre que todos los sábados podemos ver venta de ellos en las diferentes tiendas y casas particulares, anunciándose con una luz roja como señal de la venta.

### Variedades

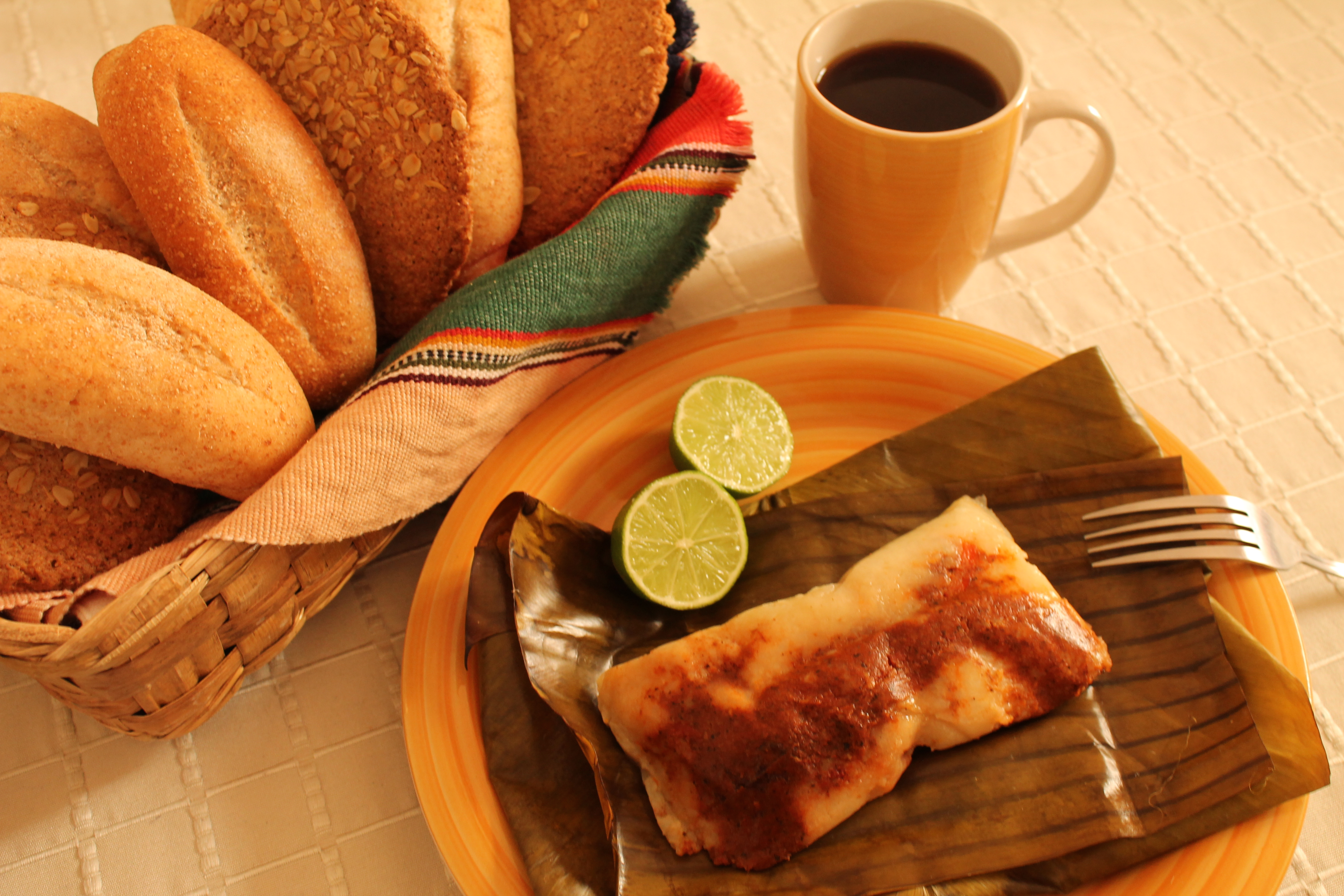
Tamal colorado guatemalteco.

Hay más tipos de tamales en Guatemala que los mencionados a continuación, como los tamales de elote. Sin embargo, estos se pueden considerar los principales/más comunes de la cultura guatemalteca. 
- Tamales Colorados: deben su nombre al achiote y al tomate, elaborados con masa de maíz relleno con recado, pasas, chiles, pollo, carne de res o de cerdo envueltos en hojas de plátano. Este tipo de tamal es salado, y se acostumbra comer acompañado de un pan de agua. Algunas personas le echan limón.
- Tamales de Cambray: contienen pasas y almendras, y su recado es dulce. Los tamales de Cambray se reconocen gracias a su color rosado, y su tamaño. A diferencia del tamal colorado y el tamal negro, el tamal de Cambray es mucho más pequeño, en forma de una pelota no más grande que la palma de la mano.
- Tamales negros: los tamales negros llevan ese nombre por el color que les da el chocolate. A pesar de tener un recado dulce, el tamal negro también lleva carne (posta de marrano o pechuga de pavo). Estos tamales son dulces, pero no tanto como el tamal de Cambray.
- Tamales de chipilín: llevan loroco en su recado, y son pequeños (como la palma de la mano). No tienen ningún relleno. Es común que este tipo de tamal se sirva en acompañamiento de otra comida, en lugar de ser el plato principal. Por ejemplo, se sirve con cocido de pollo.
- Chuchito: se trata de una variación del tamal elaborado a base de masa de maíz pero de una consistencia más firme. Se le debe añadir manteca de cerdo a la masa para generar un sabor y consistencia más agradable; y generalmente va mezclado con recado de tomate y con un relleno que puede ser con carne de pollo, res o cerdo, y envuelto con hojas secas de mazorca (tusa o doblador). En algunos lugares va acompañado de queso, salsa o ambas.
- Tamales de arroz: esta variación proviene del altiplano guatemalteco, en donde la típica masa de maíz es reemplazada por una masa espesa de arroz recocido con agua y sal. La preparación del recado no difiere mucho de la original, puesto que solo en algunas regiones variarán los ingredientes con que se elabora.

## Belice
El tamal en Belice tiene influencia yucateca. Suele llamarse «bollo», sobre todo en el norte del país. Existen dos formas de elaborarlos, con hojas de maíz y con hojas de plátano. Como parte del sincretismo cultural, los tamales beliceños llevan hoja santa, achiote, rellenos de pollo o cerdo, van acompañados con arroz y frijoles.

## Costa Rica

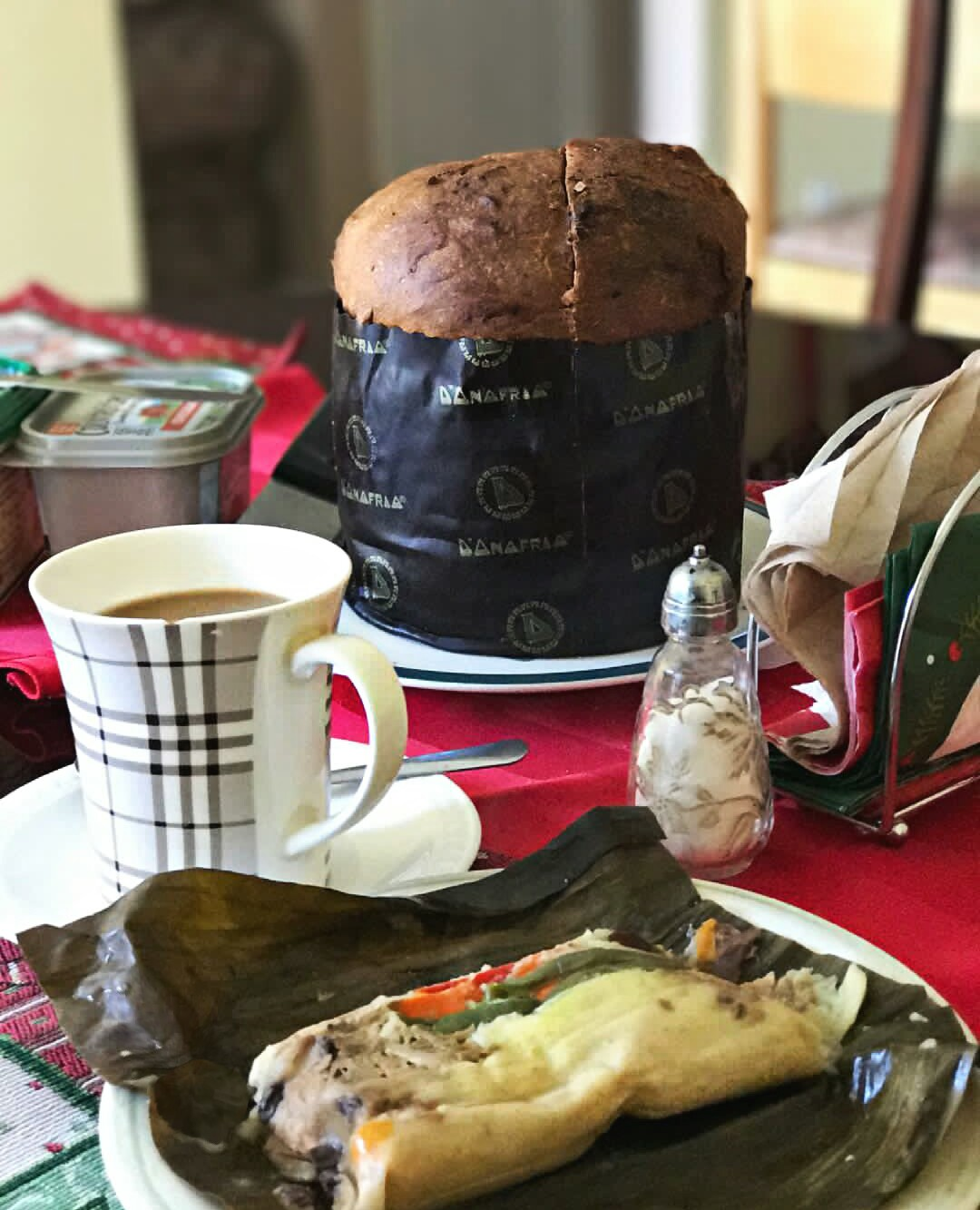
Tamal navideño de Costa Rica.

En Costa Rica se elaboran diversos tamales típicos (con masas de maíz, de arroz, de maíz tierno y de maíz blanco con papa, semillas o cascado) que se envuelven en hojas de plátano o elote. Sin embargo, usualmente se le considera un platillo navideño. En este país hay grandes diferencias, incluso familiares, a la hora de rellenar los tamales, variando desde arroz con achiote, vainicas, garbanzos, guisantes, chile dulce, cilantro, zanahoria, aceitunas, alcaparras, ciruelas o uvas pasas, encurtido de mostaza, huevo duro y carnes blancas (cerdo y/o pollo).
También existen los llamados «mudos», elaborados a base de masa de maíz cocido rellenados con frijoles molidos mezclados, a veces picantes para la Semana Santa. Adicionalmente, se consumen también tamales de elote, cuyo ingrediente principal son granos de maíz tierno (elote) molidos y mezclados con leche o mantequilla. En la provincia de Guanacaste, por otro lado, este platillo es cotidiano, existen diversas variedades del mismo como los tamales pizque, yoltamales y tamales asados.

## El Salvador

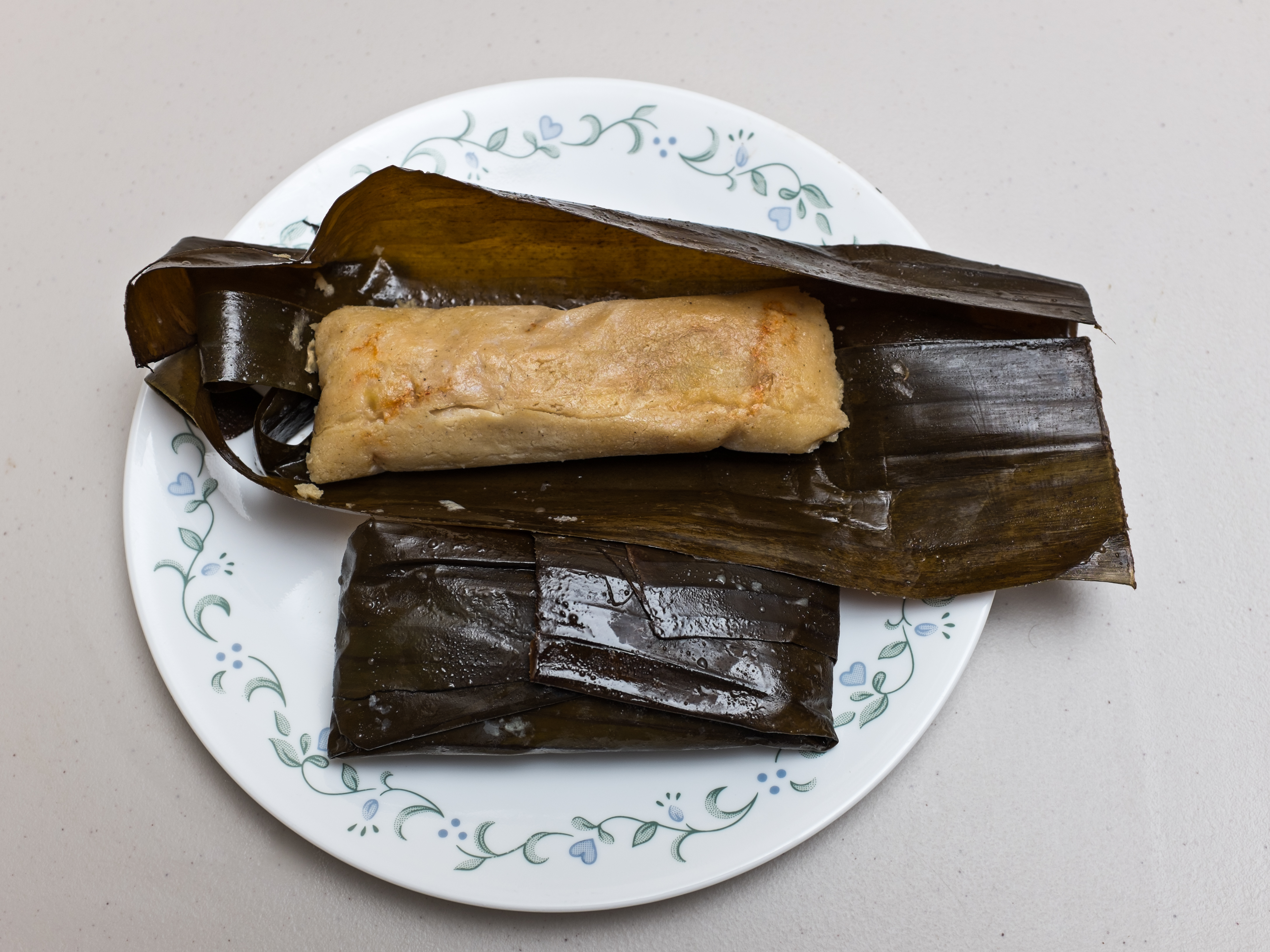
Tamal de pollo salvadoreño.

En El Salvador a los tamales dulces se les conoce como «de azúcar» y su relleno es por lo general a base de uvas o ciruelas pasas o mermeladas a base de piña. En algunas poblaciones del El Salvador, se rellenan de frijoles fritos, quesillo o chicharrón, y se envuelven en las hojas de los mismos elotes (mazorca de maíz tierno, los cuales pueden comerse también fritos; tamales de «bola» llamados así por su forma esférica, los cuales se constituyen básicamente de la masa de maíz envuelta en tuzas (hojas de mazorca), sin un relleno o ingrediente adicional. El propósito de los tamales de bola, era en un inicio sustituir a las tortillas en Semana Santa, época en la cual los molinos de nixtamal no laboraban por respeto a la fe, pero en la actualidad,[¿cuándo?] con el advenimiento de la harina de maíz ya preparada, estos tamales están tendiendo a desaparecer al igual que los molinos de nixtamal.
Hay diferentes tamales como los de masa de maíz, carne de pollo o gallina. Las «montucas» son de maíz tierno, dulzones, con carne de pollo o de gallina y se les puede agregar crema. Los tamales son de maíz tierno acompañados de su crema. Los tamales pizques son con masa de maíz, frijoles, queso, con o sin chipilín.

## Honduras

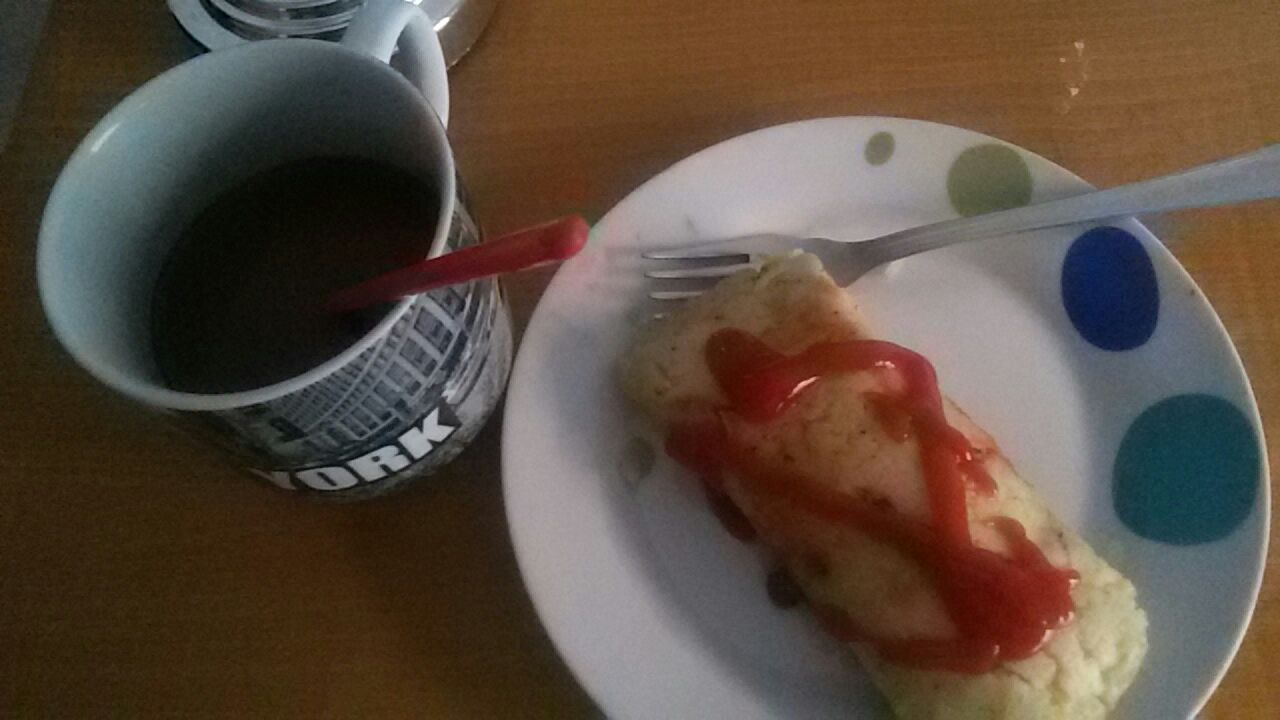
Tamal hondureño.

El tamal en Honduras es una comida especialmente en las celebraciones navideñas o alguna cita importante, cada región del país tiene su receta de como elaborar el tamal, los ingredientes básicos son: Maíz o harina de maíz, carne de cerdo, manteca de cerdo, cebolla picada, ajos, sal y pimienta, papas cocidas en cuadritos, pasas, aceitunas, arroz cocido (es opcional). A la masa preparada se le agregan los ingredientes según la región. La masa se cocina dejándose un poco dura con el fin de que se pueda envolver en las hojas de plátano. La carne adobada, los condimentos y verduras se colocan dentro de la masa y se envuelven para ser cocidos en una olla con poca agua a fuego rápido.
Los tamales más comunes en Honduras, como en el resto de la Mesoamérica, son los elaborados de carne de cerdo, en algunos sitios se hacen de pollo.

### Variedades
- Nacatamales: el clásico nacatamal preparado con maíz nixtamalizado, y relleno con arroz, carne de cerdo o res, con un toque de achiote, se le agrega al gusto aceituna, chícharos, garbanzos y pasas, Este es conocido normalmente como «tamal». En algunas zonas del país, con por ejemplo, La Lima, Cortés, al momento de servirlos se les pone encima salsa de tomate tipo ketchup; en otros lugares se les acompaña de limón, otros no le ponen nada, pero lo que nunca falta para acompañarlos, es una deliciosa taza de café.
- Tamales de Cambray: contienen pasas y almendras, y su recado es dulce. Pueden ser tradicionalmente envueltos en hojas de maíz, y pueden llevar carne de res molida o carne de pollo..
- Tamal de elote: son preparados con maíz tierno y envueltos en tusas (hojas de maíz). No llevan relleno de ningún tipo, y al momento de servirlso se acompañan de mantequilla (natilla, crema, etc).
- Montucas: son una variedad del tamal de elote, preparados con maíz tierno y envueltos en tusas (hojas de maíz), son dulces y llevan por lo general un relleno de pollo.
- Tamales de chipilín
- Ticucos: son tamales de maíz nixtamalizado, rellenos de frijol entero cocido, frijol en vaina, son tradicionalmente preparados para la época de Cuaresma y Semana Santa que no se puede comer la carne. Son originarios del occidente del país, especialmente en Santa Rosa de Copán y alrededores.
- Tamal pizque: los pizques de tamal se preparan con masa sazonada de maíz nixtamalizado que se mezcla con frijoles refritos y luego, esta combinación se envuelve cuidadosamente en hojas de plátano.
- Tamal mudo: es similar al tamal pizque, con la diferencia que es envuelve en hojas de maíz.
- Maitun: similar al pizque y al mudo, con la diferencia que es envuelve en hojas de caña de azúcar, y es preparado en las aldeas de los alrededores de las ruinas de Copán.

Existe el tamal dulce elaborado en el occidente de Honduras, Santa Rosa de Copán y cercanías, que no lleva carne, sino que la masa en vez de llevar condimentos, es preparada con dulce de panela (conocido como rapadura).
También se elaboran tamales dulces de elote, que suelen acompañarse con algún tipo de mantequilla.

## Nicaragua

### Variedades

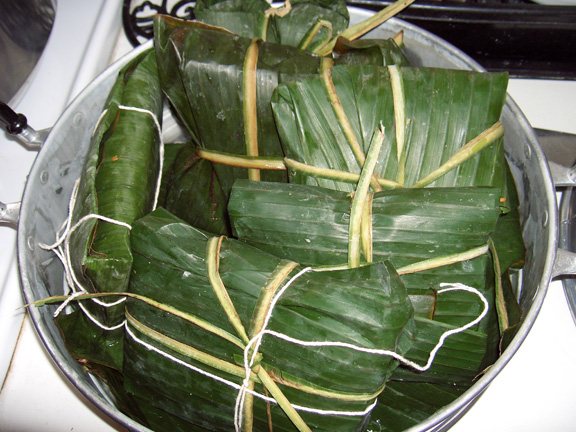
Olla de nacatamales, tamales típicos de Nicaragua, envueltos en hojas de plátano y atados con pita (corteza seca).

En Nicaragua se preparan diversos tipos de tamales:
- Pizque: de sabor simple, que se envuelven en hoja de platanero, no se ata, sirven de bastimento y se comen con queso y frijoles rojos cocidos.
- Pizque relleno: de sabor dulce, relleno de una mezcla de frijoles molidos endulzados con azúcar de caña o rapadura (piloncillo) que se envuelven en hoja de platanero, no se ata, sirven de postre y se comen solos o acompañados de café negro.
- Yoltamal: hecho de granos de maíz tierno que le da un ligero sabor dulzón y envuelto en hoja de maíz, no se ata, generalmente se come acompañado de cuajada (quesillo o queso), crema ácida y café negro, en los meses de la época lluviosa y fresca de invierno.
- Yoltamal relleno: variedad del anterior con relleno de una mezcla de rapadura y queso rallado o molido, se comen solos o acompañados con café negro.
- Montucas: neosegovianas y estelianas. Tamal preparado por los pobladores del norte del país con relleno de carne de gallina o pollo, se envuelve en hoja de platanero y se ata con soga.
- Paco: Preparado en el occidente del país, consiste de masa de maíz revuelta con plátano verde majado, miel y sal. Se envuelve en hoja de tempisque o de higuera, no se ata.

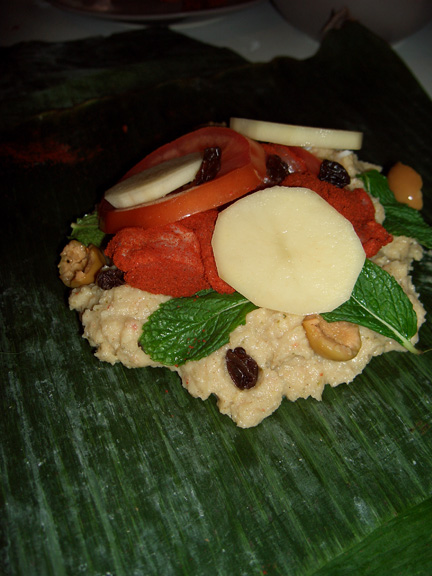
En un nacatamal nicaragüense la masa se rellena típicamente con arroz, carne de cerdo adobada con achote, un trocito de tocino, una rodaja de papa y otra de tomate, unos 2 o 3 chiles Congo y una ramita de yerbabuena. Modernamente, se le añaden aceitunas, alcaparras y pasas.

- Nacatamal: Platillo típico nacional.[56] Es un tamal grande, de consistencia suave, que se compone de harina de maíz rellena con carne de cerdo adobada con achiote (bija), tocino, arroz, papas en rodajas, hierbabuena, tomate, cebolla, chile congo (ovalado), sal y, opcionalmente, ciruelas, aceitunas y pasas. Toda esta mezcla se envuelve en hojas de platanero, se ata con pita, la corteza seca del platanero, o soga, y luego se cuece por unas cuatro horas.[57]

El nacatamal es una comida completa que generalmente se acostumbra en el desayuno o la cena los fines de semana, promocionado sábados y domingos en ciudades y pueblos de todo el país. Generalmente se acompaña con pan simple y café negro humeante para la digestión. Algunas familias lo acostumbran acompañar con tiste o chicha de maíz. El nacatamal se ha internacionalizado desde la década de 1970 gracias a la diáspora nicaragüense presente en países como Estados Unidos, Costa Rica, Canadá y España.
- Tamuga: Único de Masatepe, es una variante saludable del nacatamal. De tamaño grande y consistencia suave, su base es arroz molido relleno con carne de res marinada en jugo de naranja agria, sal y achiote (bija); ajo, chiltoma y cebolla bien picaditos; papa, chayote, zanahoria cortados a cuadritos; hierbabuena, chiles Congo (ovalado) y mantequilla. Se envuelve en hojas de platanero, se ata con pita (la corteza seca del platanero), o soga, y luego se cuece por unas cuatro horas.

## Panamá
Una de las primeras menciones escritas del consumo de tamales en Panamá se sitúa en el año de 1842, en un banquete descrito por Lady Mallet en su libro "Bosquejo de la vida colonial en Panamá".
El tamal en Panamá es preparado con maíz pilado, que se cuece y muele, mientras se guisa el pollo y/o cerdo con suficiente salsa. Una de las características debe ser el color rojo. El guiso contiene, salsa de tomate, adobos, cebollas, ajíes, etcétera. Adicionalmente se rellena con pasas, aceitunas verdes, sofrito de cebolla, achiote y guisantes. Finalmente se envuelve en hojas de bijao y hojas de plátano externas, se amarran con cordeles, formando un bulto rectangular, y se cuecen en agua hirviendo.
Son populares en los pueblos del interior del país, así como en las fiestas patronales.
En el mes de diciembre y específicamente en la época de Navidad son consumidos en las cenas navideñas. No debe confundirse con el bollo preñado (envuelto en hoja de caña o hoja de maíz) en forma cilíndrica, o bollos dulce y/o salado (envueltos en hoja de caña o hoja de maíz), también de forma cilíndrica. En algunas ocasiones se utiliza maíz nuevo que le otorga una sabor característico.

## Cuba
En Cuba, antes de la Revolución de 1959, los vendedores ambulantes vendían tamales envueltos en hojas de maíz tierno o verde, generalmente sin condimento o condimentados con un sofrito de especias típicas cubanas al cual el vendedor le agregaba picante al gusto del consumidor o ya estaban preparados "con picante o sin picante". También los tamales condimentados rellenos con carne de cerdo. Aclarar que estos tamales criollos no se acostumbra añadirle salsa de tomate a la masa o relleno. Aunque el término «tamal» es comprensible en todo el país, los pobladores del extremo oriental de la isla le llaman hayaca a dicho plato.
Los tamales cubanos no son hechos con maíz seco que es hervido y después molido sino, con los granos de maíz tiernos extraídos de las mazorcas verdes y después molidos. Al final, envueltos con las hojas tiernas de esas mazorcas o elotes verdes.
Una conocida canción cubana de la década de 1950, Los tamalitos de Olga (un cha-cha-cha cantado por la Orquesta Aragón) celebró los deliciosos tamales vendidos por Olga Moré Jiménez, nacida en Cienfuegos que vivió después en La Habana. Todos la conocían como “Olga la tamalera” que vendía sus tamales de forma ambulante por las inmediaciones de la famosa esquina cubana de Prado y Neptuno en La Habana Vieja. 
Una invención peculiarmente cubana es el plato conocido como tamal en cazuela, que consiste básicamente en masa de tamales de maíz tierno molido (no maíz seco) natural sin especias o con especias o con guisado de carne de cerdo añadido a la masa, luego se cocina en una olla sobre la estufa para formar una especie de gacha de harina de maíz abundante.

## Puerto Rico
En Puerto Rico el tamal es conocido como pastel y la masa es hecha con una mezcla de viandas que se envuelven en hojas de plátano. Por lo general el relleno es de carne de pollo o de carne de cerdo. La cocción se hace en agua hervida. Es muy popular en las festividades de Navidad, pero se come durante todo el año. También hay otra variación de tamaño más pequeño que se conoce como guanime que está hecha de maíz y que por lo general no incluye relleno pero se suele comer con un acompañante.

## República Dominicana
En República Dominicana, se les llama pasteles en hoja, y tradicionalmente (pero no exclusivamente) se comen en Navidad. La masa generalmente está hecha de plátanos, aunque a veces también se utiliza yuca; el relleno de carne es típicamente carne picada, pero también es común el pollo y el cerdo. Están envueltos en hojas de plátano, atados con bramante y cocidos al vapor. En Santo Domingo, algunos restaurantes los venden, así como vendedores ambulantes. Son especialmente populares en la cercana ciudad de San Cristóbal.

## Trinidad y Tobago
En Trinidad y Tobago se llama pastelle y está asociado casi completamente con la Navidad. Al relleno de carne se añaden uvas pasas, alcaparras y otros condimentos. Todo se envuelve en hojas de plátano, se amarra con pita y se cuece. La versión dulce se llama paymee.

## Curazao, Bonaire y Aruba
En Curazao, Bonaire y Aruba, se llama ayaka en papiamento. Por lo general, se come con la Navidad. Están hechos con harina de maíz y hay diferentes tipos de relleno, por lo general consiste en una salsa a base de tomate con carne como pollo, atún o carne de res. Se pueden agregar frutas, nueces, alcaparras, aceitunas, etcétera, según las recetas familiares y el tipo de carne utilizada. Los ayakas usualmente están envueltos en hojas de plátano.

## Colombia

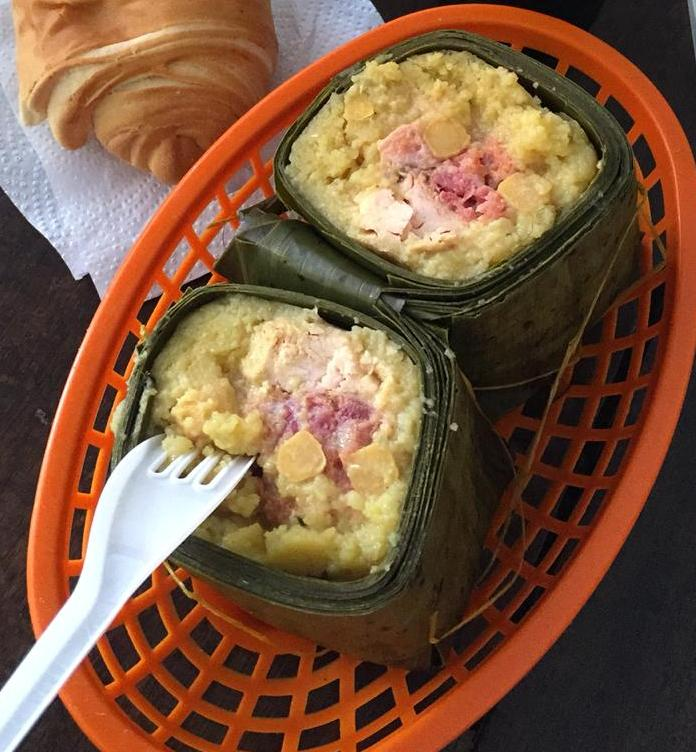
Tamal santandereano.

En Colombia el tamal es generalmente una masa de maíz seco pilado o de harina de maíz rellena de carnes y verduras, por lo general envuelta en hojas de plátano o de bijao, amarrada con pita y cocinada al vapor. Los hay de distintas formas, pueden ser ligeramente esféricos (amarrado únicamente por el extremo superior, lo que le da apariencia de bolsa), rectangulares y aplanados, cilíndricos u ovalados. En la Costa, al igual que los pasteles se envuelven en hojas de bijao, que les agregan su sabor característico. En la región de Tolima su base es de arroz, y además de las carnes, lleva huevo cocido y arveja amarilla, la hoja de envoltorio es de plátano. En el Cauca al tamal de pipián se le agrega a la base de la masa maní molido.
El explorador y corsario galés Lionel Wafer, quien estuvo en la costa Caribe a finales del siglo XVII, en su libro de viajes Desde el istmo del Darién describió el tamal preparado por los indígenas de esa región:

«Para hacer la chicha muelen con agua el grano de maíz y forman una pasta que dejan fermentar. Cuando esta tiene un gusto ligeramente ácido hacen con ella tamales, poniendo en el interior de cada uno un plátano maduro. Los tamales envueltos en hojas los cuecen en una olla; de allí los sacan para ponerlos en artesa de madera, y una vez enfriados los pilan hasta obtener una sustancia medio líquida que distribuyen en grandes ollas, bien alineadas, llenas de agua caliente. Veinticuatro horas después le agregan jugo de caña. Luego tapan las vasijas con hojas de bijao, dejando libre una abertura rectangular para dar entrada a la totuma probadora, cubierta con otra hoja. Encima de las hojas colocan ají fuerte para que Niya (el diablo) no se tome antes que ellos el fermentado licor».

El tamal es un plato tradicional que es parte integral de la cultura de todas las regiones de Colombia, donde se han referenciado unas 500 variaciones del plato. En 2006, el tamal fue nominado a símbolo cultural de Colombia en el concurso organizado por la revista Semana con el apoyo de Caracol TV, el Ministerio de Cultura y Colombia es pasión.
En Bogotá existe un adagio popular que dice:

«El que en Bogotá no ha ido con su novia a Monserrate no sabe lo que es canela ni tamal con chocolate».

Su origen está en un fragmento de la canción «Los Cucaracheros», bambuco compuesto por Jorge Añez en los años 1950 e interpretado por Garzón y Collazos, donde se muestra que el tamal es parte importante de la gastronomía de la capital colombiana. En Bogotá es usual encontrar tamales en casi cualquier restaurante, sin importar el día o la hora.
Desde 2002 se celebra el Día del Tamal en Ibagué.

### Variedades
En el país hay distintas variedades de tamal dependiendo la región. Entre los más reconocidos están:
- Boyacense: típico de Boyacá, sobresalen ingredientes como la longaniza, los garbanzos y las habas verdes. Se hace de harina de maíz, se envuelve en hojas de ría (rigua, rijua o chisgua) y se denomina empedrado.[4][60][61]
- Caucanos: propios del departamento del Cauca. En la zona andina destacan ingredientes como la papa amarilla o colorada y la mantequilla de maní. Son típicos los tamales de pipián, relleno de chorizo o cerdo y pipián, y servidos con ají de maní y arroz blanco.[62] En la Costa Pacífica sobresalen el de masa de arroz que se mezcla con leche de coco, el de piangua, el de chigua (fruto de la palma homónima) y el de tortuga de río.[4] El tamal guapireño mezcla la masa de maíz con leche de coco.[63]

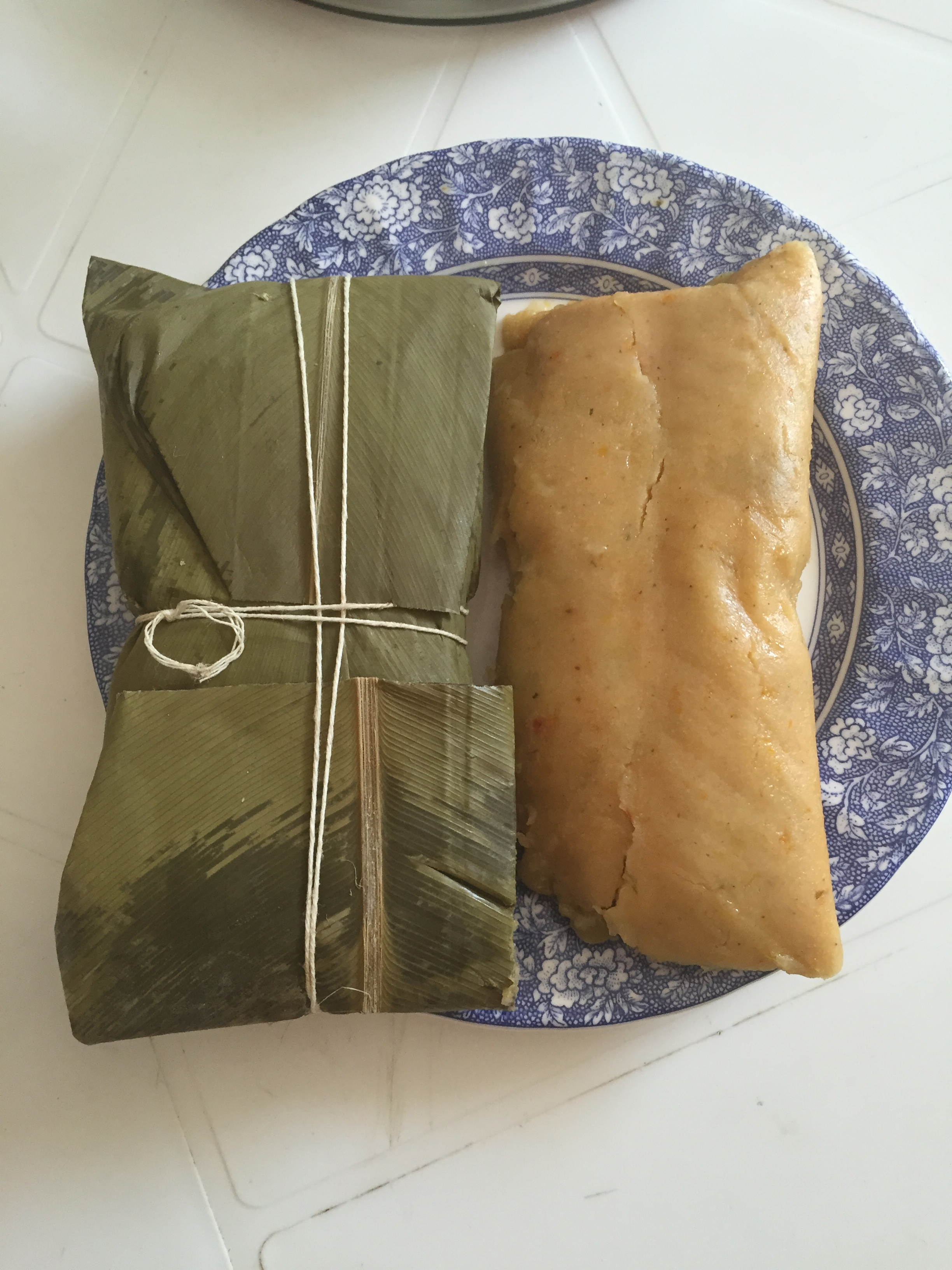
Hayacas en Barranquilla.

- Costeños,Hayacas en Barranquilla. en la Costa Caribe el tamal recibe distintos nombres como «pastel de masa», «pastel de maíz» o «pastel de Navidad».[59] La masa es de maíz amarillo seco pilado, rellena con cerdo, pollo o carne molida y verduras. Se cuece envuelto en hojas de bijao, amarrado con pita. Puede ser cuadrado o rectangular, aplanado o abultado.[64]
  - Pastel de arroz: tiene rastros de la influencia de los migrantes del Medio Oriente en la región. Es a base arroz, lleva pollo, cerdo, pimientos, uvas pasas, alcaparras, aceitunas, achiote, arvejas, papas y zanahoria. Se cocina en agua con vinagre y su envuelto es con hoja de bijao.
  - Cesarense: en el departamento del Cesar se denomina pastel o pastel de Navidad. El maíz se pila, la masa se hidrata con vinagre criollo de ají, de piña, de maíz o de panela, lo que le confiere un sabor fuerte. Se rellena de pollo o cerdo y verduras y se envuelve en hojas de plátano.
  - Cordobés: en Córdoba se denomina pastel de maíz. La masa de maíz pilado se rellena con los ingredientes básicos de todo tamal, siendo la carne de pavo o gallina, y entre las verduras, sobresale la berenjena, por influencia libanesa (tamal de berenjena).[59][4]
  - Una variedad conocida como pastel o, a veces, pastel de arroz, reemplaza la tradicional masa de maíz por arroz. En Pital de Megua, corregimiento de Baranoa, se celebra anualmente el Festival del Pastel. La hayaca y el pastel se consumen todo el año, no únicamente en Navidad.[65]
- Llanero: típico de los Llanos Orientales. Incluye variedad de carnes entre las que sobresalen la tortuga y el pato.[66] Un plato característico del departamento del Meta es la hayaca de pato ahumado con yopo y cinco especias.[67]
- Nariñense: propio de la zona andina de Nariño. Cambia la masa de maíz por arroz blanco cocido y molido, más queso blanco rallado, huevos batidos, polvo de hornear, mantequilla, sal y pimienta, y su relleno es de pollo o cerdo.[68][4][59]
- Paisa, antioqueño o del arriero: se prepara en la región antioqueña y el Eje cafetero. A base de maíz blanco trillado, cocido y molido, coloreado con azafrán, relleno con costillas y pulpa de cerdo, tocino, papas, arvejas, zanahoria y verduras como cebolla, ajo, entre otras. Se encierra en hojas de plátano así como de bijao y se acompaña con arepa blanca sin sal.[59]
- Región amazónica: se preparan tamales del fruto de la palma de chisgua, así como de maíz. Entre los rellenos se encuentran la carne del sábalo, del bocachico o de la sierra.[59]
- Santafereño: típico de Bogotá y Cundinamarca, también se le conoce como de calabaza, pues se le añade esta baya. Sobresalen ingredientes como la carne de vacuno salada y las salchichas.[69]
- Santandereano: propio del departamento de Santander. De característica forma cilíndrica, es de maíz con tocino, costilla de cerdo, gallina y garbanzos, condimentado con vinagre, cilantro y alcaparras, todo sellado en una hoja de plátano.
- Tolimense: típico del Tolima Grande, compuesto por masa de maíz, arroz y arvejas, relleno de huevo cocido, zanahoria, tocino, carne de cerdo y pollo, sazonado ligeramente con sal y pimienta; todo lo cual se cocina envuelto en una hoja de plátano, generalmente se sirve acompañado de arepa, bizcochos, almojábanas, pan y chocolate. También se sirve con lechona, combinación conocida como «copete» (tamal, lechona encima y cuero tostado).[70] También se prepara con maíz molido y cocido relleno de costilla y carne de cerdo, tocino, papas, arvejas, cebolla y ajo, envuelto en hoja de plátano o achira.[71] El tamal es una de las insignias gastronómicas del Tolima, especialmente durante las festividades de San Juan y San Pedro.[70]
- Vallunos: en la zona andina del Valle del Cauca se caracteriza por el gran tamaño de las presas de pollo o cerdo y se acompaña con arepa.[72] Sobresale la variedad denominada "El resplandor" del municipio de Jamundí, rellena de un guiso denominado gigote.[4] Otros ingredientes utilizados en distintas variedades son la tortuga de río, el pescado de mar del área de Buenaventura (mero, sierra, sábalo, róbalo), la leche de coco y la masa de plátano.
- Tamal de piangua: propio de las comunidades afrodescendientes del Pacífico colombiano, a base de masa de plátano y piangua, molusco que habita en los manglares de la región.[73]

## Ecuador

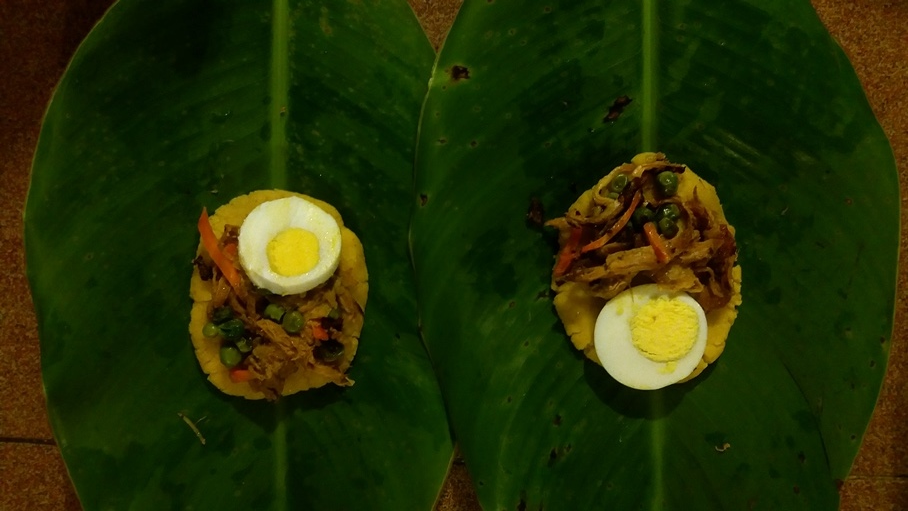
Preparación de tamal cuencano (Ecuador) en hojas de achira.

Los tamales ecuatorianos se preparan con harina de maíz morocho y se rellenan con carne de chancho o pollo. Se envuelven en hoja de achira, de plátano o de bijao y se cocinan al vapor. En reemplazo de la harina de maíz, también se preparan con arroz, papa, yuca, mote, plátano verde, quinua, sambo, palmito, papa china o zanahoria. En Manabí se llama hallaca cuando está envuelta en hojas de plátano. Otros envueltos con harina de maíz son los chigüiles, chachis, morenos, timbulos, llanachaquis, cuchichaquis. Una preparación similar son las humitas, que son hechas con choclo (maíz tierno), envueltas en hojas de maíz y con relleno de queso.

## Perú

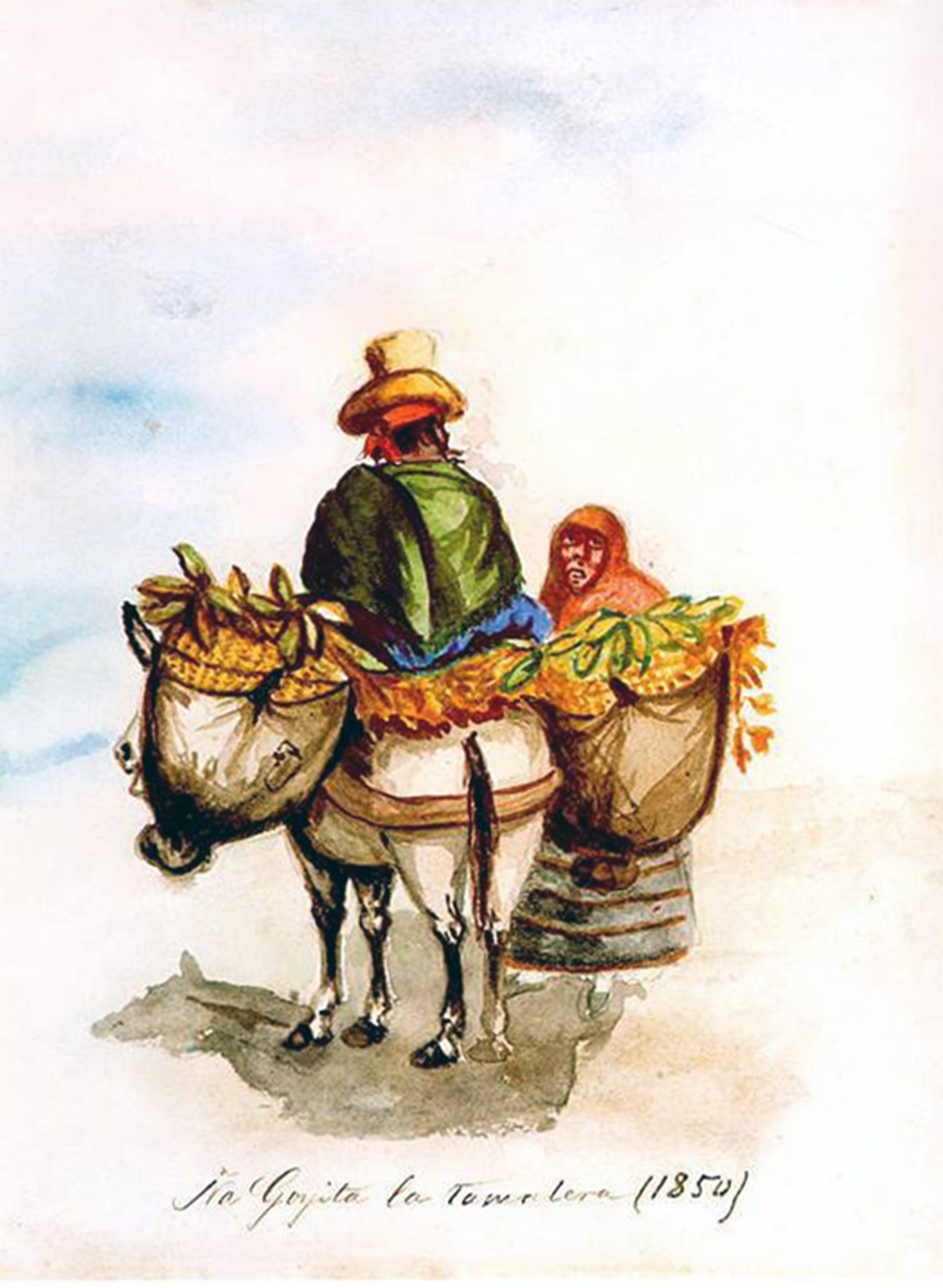
Ña Goyita la tamalera (Acuarela de Pancho Fierro, 1850)

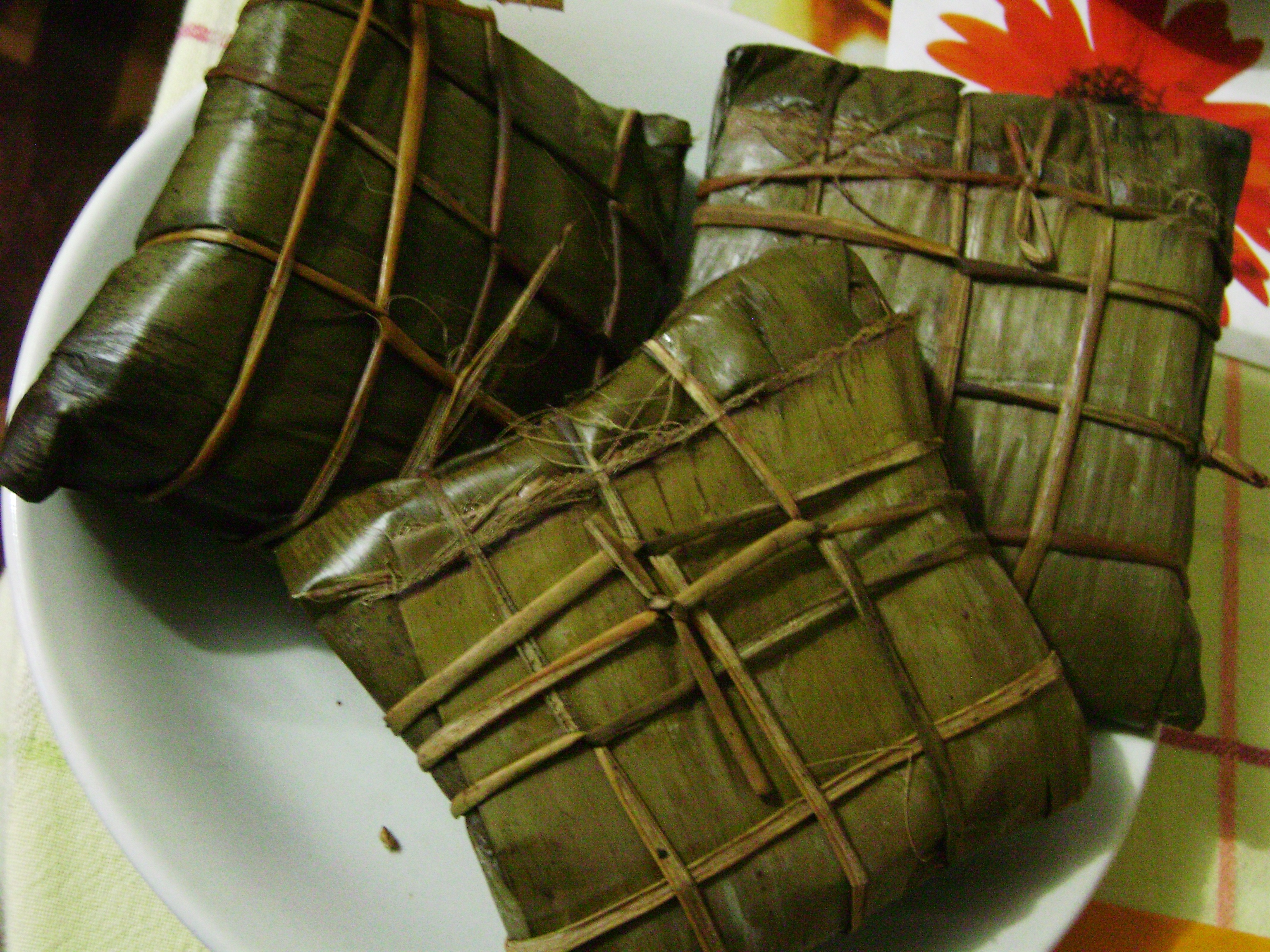
Tamales de Lunahuaná, Perú.

En Perú, similarmente a otros países de la región, existen muchas variedades de tamal. El origen del tamal en Perú tiene muchas explicaciones, por un lado estarían las humitas ya existentes en las zonas andinas desde épocas anteriores a la llegada de los europeos y también una variante introducida desde los primeros años de la presencia española por los esclavos procedentes principalmente de la costa atlántica del continente africano. Según versiones antiguas se dice que el tamal fue llevado a Perú por esclavos africanos.
A fines del siglo XIX, Juan de Arona incluye el término «tamal» en su Diccionario de Peruanismos, atribuyendo el origen del término a la voz mexicana tenamaxtl y refiriéndose al «tamal de Lima» como una «pasta, masa o bollo de harina de maíz aderezada con manteca del puerco, carne de lo mismo, su punta de ají, almendras y otros varios ingredientes que hacen de él una golosina pesada asaz». El autor indica además que el tamal era envuelto en hojas de plátano y que era comercializado por los tamaleros, vendedores ambulantes en burro que pregonaban calle por calle en horas de la mañana, y en las mesitas de Nochebuena que se armaban en la plaza mayor de Lima en horas de la tarde. Existe una preparación similar conocida como humita, que puede ser dulce o salada, lleva relleno, normalmente queso, y son envueltas en hojas de maíz.

### Variedades
- Cajamarquino: Harina de maíz, ají colorado amasados con caldo de gallina; se rellenan de carne de cerdo y se envuelven en hojas de maíz o plátano.[77]
- Chapana: tamal dulce hecho a base de yuca rallada o harina de yuca, que se mezcla con chancaca o azúcar, anís, clavo de olor, pasas y canela.[80]
- Chinchano: Harina de maíz blanco molido en batán, ají panca y amarillo, relleno de papada y carne de cerdo además de huevo duro y aceitunas; se envuelve en hojas de plátano haciendo una forma cuadrada.[77]
- Criollo: se elaboran de una masa de mote con ají colorado; rellenos con carne de cerdo y envueltos en hojas de plátano.[77]
- De Supe: Harina de maíz, ají colorado, relleno de pollo, envuelto en hojas de plátano en forma rectangular.[77] En la actualidad,[¿cuándo?] el tamal de Supe es envasado en latas y exportado a Chile.[81]
- Serrano: Con base en mote de maíz blanco, manteca y sal; se rellena con carne de res y se envuelve con pancas (hojas que envuelven la mazorca de maíz).[77]
- Verde: Provienen de la región Piura; a la harina de maíz se le añade culantro y con esto adquiere su color y aroma característico; no llevan relleno; suelen ser acompañante del seco de cabrito.[77]
- De quinua: Se prepara con base en quinua en vez de maíz; lo conocen como «tamalada».[77]
- Piurano: Se elaboran sobre la base de harina de maíz blanco remojado durante varios días y lleva por relleno un preparado de cebollas, pimientos y cuero de cerdo; su particularidad es que se coloca una capa de masa; una de relleno y otra de masa encima; se envuelve en hojas de plátano.[77]
- De la selva Se le conoce como Juane y generalmente es de arroz.

## Argentina
El tamal argentino tradicionalmente se hace a base de harina de maíz de molienda fina (no se emplea la "harina de polenta") y zapallo calabaza (una variedad de zapallo), se rellena con carne vacuna o de pollo, pasas de uva, aceitunas, huevos y condimentos. Se hace un bollo redondo que cubre con «chala» (hoja del choclo) "vieja", de color amarillo por dejarse secar al sol, que se blanquea (se hierve en agua para que se ablande). Este bollo se ata (generalmente con tiritas de la misma chala del choclo), quedando en forma de "caramelo" el paquete, que se cocina en olla con agua hirviendo y sal. El tamal es una preparación típica del noroeste argentino. 
Entonces, las tres grandes diferencias con la humita en chala son: Está hecha de choclo fresco rallado mientras que el tamal está hecho con harina de maíz (de molienda fina), que la humita siempre lleva queso y verduras mientras que el tamal lleva carne, y que la humita se envuelve en forma de cuadrado con una charla/hoja fresca (de color verde) de choclo mientras que el tamal se envuelve en forma de caramelo con una charla vieja secada al sol.
En Argentina se realiza la Fiesta Nacional del Tamal en la localidad de Chicoana, Provincia de Salta, en la primera semana de agosto.

## Bolivia
La región tradicional por excelencia en la elaboración de tamales es Tupiza ubicada en el extremo sur de Bolivia, provincia Sud Chichas. En esta ciudad, los tamales se elaboran con maíz pelado (maíz sin cáscara) triturado parcialmente. La masa se prepara mezclándola con un poco de manteca y sal. El relleno tiene un jigote preparado con cebolla picada, ají (que le da un sabor algo picante), charque (carne deshidratada en hebras) y sal, finalmente se envuelve en chala (hojas de maíz) atados por dos extremos, la cocción se lleva a cabo al vapor. En esta ciudad es costumbre comer los tamales durante la mañana, a veces acompañado de un vaso de chicha.
En la región oriental también se denominan «tamales» a las humintas, la preparación de los tamales puede ser dulce, salado e incluso picante, el ingrediente principal es el maíz pelado o el choclo. Existen dos variedades, a la olla y al horno, en ambos casos se utilizada la chala del maíz para acompañar su cocción. En el departamento de Santa Cruz se encuentran los tamales camba, a la olla y al horno.

## Venezuela
En Venezuela se conoce como «hallaca» y es uno de los platos nacionales.  Consiste en una masa de maíz sazonada con caldo de gallina o de pollo y pigmentada con onoto o achiote, rellena con guiso de carne de res, cerdo y gallina o pollo (aunque hay versiones que llevan pescado), a la cual se le agregan aceitunas, uvas pasas, alcaparras, pimentón y cebolla, envueltas de forma rectangular en hojas de plátano o de bijao, para finalmente ser atada con pabilo o pita y hervida en agua. Su preparación constituye una tradición familiar en diciembre y Navidad.

## Estados Unidos
Los tamales son un platillo común en algunos estados del sur de Estados Unidos como Texas, Nuevo México, Arizona y California, debido a que dichos territorios formaron parte de México hasta mediados del siglo XIX y al intercambio cultural con el México actual. En el suroeste es típicamente preparado cerca de Navidad. La palabra en inglés es tamale (resultado de retirar la s final del plural tamales para formar el singular). Sin embargo, es cada vez más común decir «tamal», particularmente en regiones con comunidades hispanohablantes numerosas. El tamal ha sido adaptado a los gustos estadounidenses creándose, también, nuevas variedades al añadir rellenos diferentes al tamal tradicional.
En el delta del Misisipi, los afroamericanos desarrollaron un tamal picante hecho de harina de maíz (en lugar de masa), que se hierve en hojas de maíz. En el norte de Luisiana, los tamales se han hecho durante varios siglos. Los españoles establecieron el presidio Los Adaes en 1721 en la Robeline moderna, Luisiana. Los descendientes de estos colonos españoles del centro de México fueron los primeros en llegar al este de los Estados Unidos. Zwolle, Luisiana, tiene una Tamale Festival todos los años en octubre.
En Chicago, los tamales únicos hechos de harina de maíz extruida a máquina envuelta en papel se venden en puestos de salchichas estilo Chicago.
Alrededor del comienzo del siglo XX, el nombre «tamal tamal» se le dio a las empanadas de carne y cazuelas hechas con una corteza de harina de maíz y rellenos de tamales típicos dispuestos en capas. Aunque se caracterizan como comida mexicana, estas formas no son populares en la cultura méxico-americana en las que se prefiere el estilo envuelto individualmente.
El Indio International Tamale Festival celebrado cada diciembre en Indio, California ha ganado dos Guinness World Records: El festival más grande de tamales (120,000 asistentes, del 2 al 3 de diciembre de 2000) y el tamal más grande del mundo, más de 1 pie (0.3 m) en diámetro y 40 pies (12,2 m) de longitud, creado por el chef John Sedlar; si bien este récord volvió a ser superado en el estado mexicano de Tabasco. El libro Guinness 2006 llama al festival "el festival gastronómico y culinario más grande del mundo".

## Filipinas y Guam
En las Filipinas y Guam, que fueron gobernadas por España existen diferentes formas de tamales. Los galeones de la Manila de la época colonial española llevaron ingredientes como el chayote, el aguacate y la papaya junto a ideas culinarias como el tamal a las costas de las Filipinas y Guam, integrando en última instancia estas costumbres alimentarias extranjeras en la cocina de estas naciones. Algunos se hacen con una masa derivada de arroz molido y se rellenan con pollo o cerdo sazonado con la adición de cacahuetes y otros condimentos como el azúcar. En algunos lugares, como las provincias de Pampanga y Batangas, los tamales están envueltos en hojas de plátano, pero las variedades de maíz dulce de la región de Bisayas están envueltas en hojas de maíz similares a los tamales de maíz dulce del suroeste de Estados Unidos y México.
Debido al trabajo involucrado en la preparación de los tamales en las Filipinas, por lo general solo aparecen durante las fiestas especiales u otras grandes celebraciones. Varias recetas de tamal prácticamente han desaparecido bajo las presiones de la vida moderna y la facilidad de la comida rápida. Varias variedades de tamales también se encuentran en Filipinas. Tamales, tamalis, tamalos, pasteles, son diferentes variedades que se encuentran en toda la región. Algunos son dulces, otros son sabrosos, y algunos son dulces y sabrosos. En su mayoría envueltos en hojas de plátano y hechos de arroz, ya sea de grano entero o molido y cocinados con leche de coco y otros condimentos, a veces se rellenan con carne y mariscos, o son lisos y no tienen relleno. Hay ciertas variedades, como tamalos, que están hechas de una masa de maíz dulce envuelto en una hoja de maíz. También hay variedades hechas sin masa, como los tamalis, que se hacen con pequeños alevines de pescado envueltos en hojas de plátano y al vapor, similares a los tamales de charal de México, donde los peces pequeños se cocinan enteros con hierbas y condimentos envueltos en una cáscara de maíz sin masa. La cantidad de variedades ha disminuido desafortunadamente a través de los años, por lo que ciertos tipos de tamales que una vez fueron populares en Filipinas se han perdido o simplemente son recuerdos. La variedad que se encuentra en Guam, conocida como tamales guiso, se hace con masa de maíz y se envuelve en hojas de maíz, y como con los tamales filipinos, son una clara evidencia de la influencia del comercio de galeones entre los puertos de Manila y Acapulco.